# Lista autorilor interziși în timpul celui de-al Treilea Reich

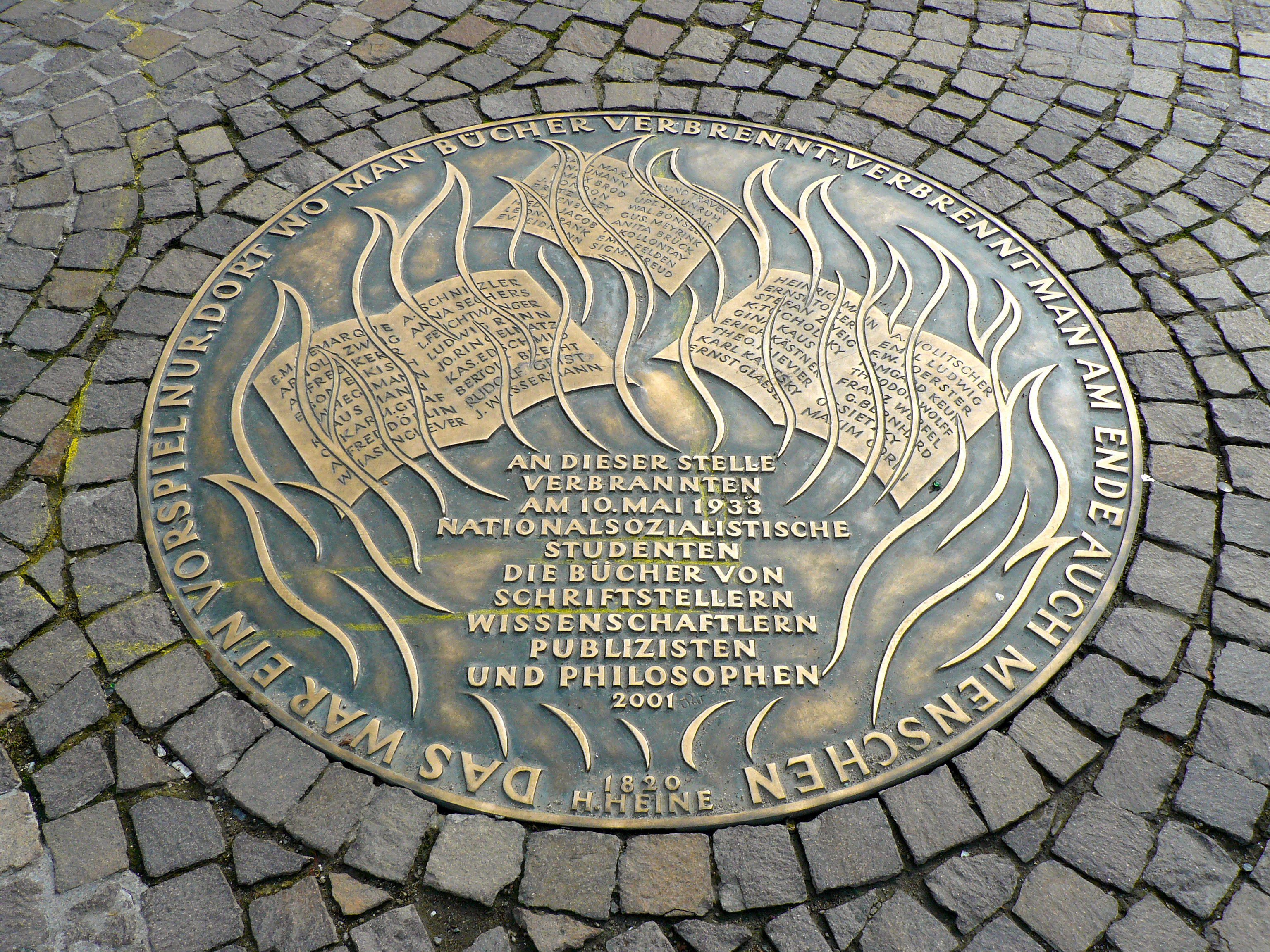
Inscripție comemorativă care marchează locul din centrul orașului Frankfurt în care au fost incendiate cărți în 1933

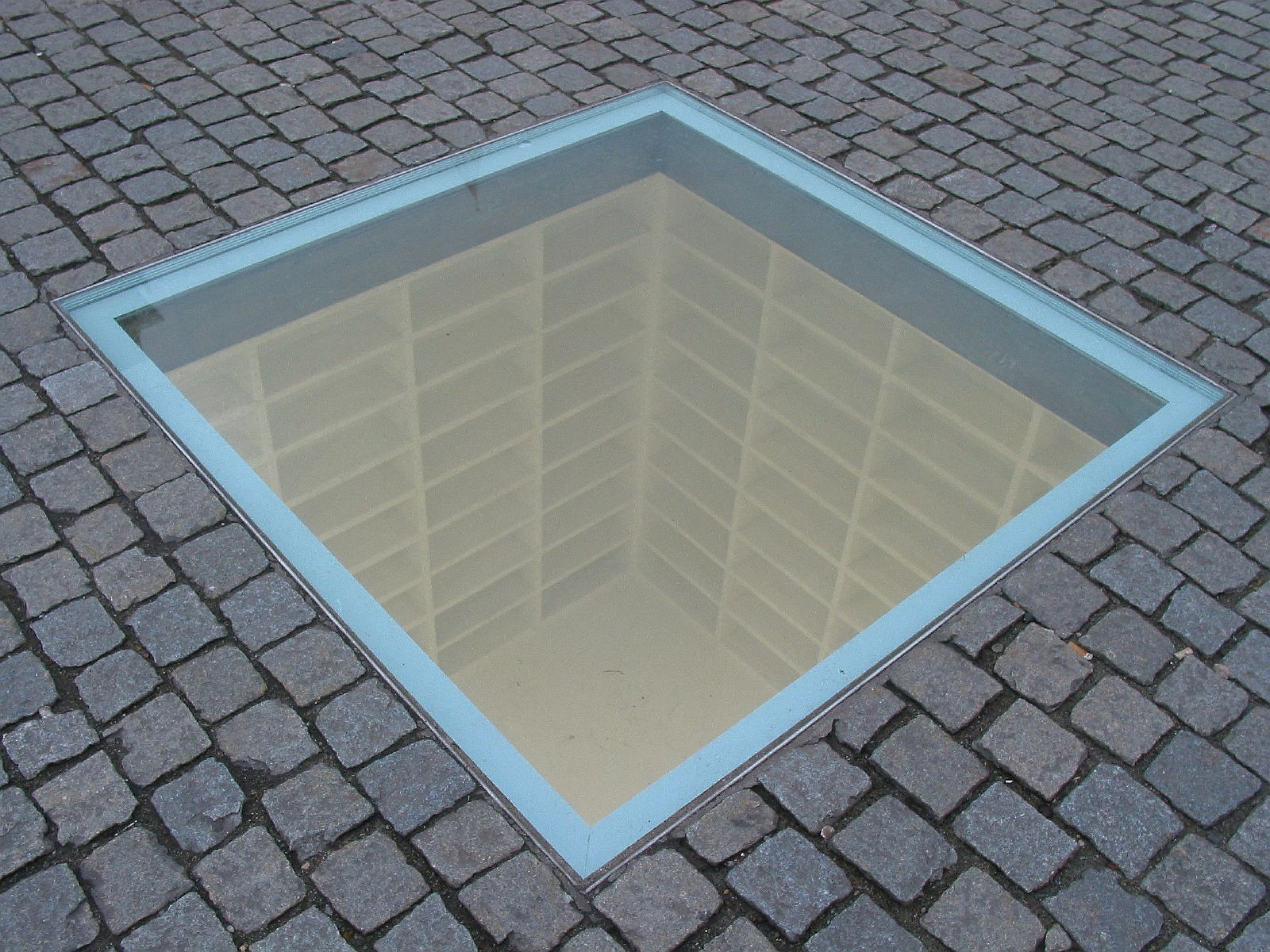
Biblioteca goală din Berlin, monument pe locul în care au fost arse cărți la Berlin

Lista autorilor interziși în timpul celui de al Treilea Reich cuprinde autorii interziși între 1933-1945 de autoritățile naziste germane în cadrul politicii de uniformizare a vieții culturale și spirituale din Germania.
Arderea cărților din bibliotecile publice, declarate de Asociația Librarilor Germani (Börsenverein Deutscher Buchhändler) că ar fi fost - negermane -, pe data de 10 mai 1933, care a fost prezentată propagandistic ca „acțiune de curățire”, a fost doar începutul unei lungi activități național-socialiste (naziste) de anihilare a celor pe care autoritățile de la Berin îi considerau periculoși pentru puritatea ideologică pe care ar fi avut-o ca țel al Treilea Reich. Pe aceeași linie naționalistă, la 2 mai se dăduse de către noua conducere nazistă „Legea contra înstrăinării universităților germane” (Gesetz gegen Überfremdung der deutschen Hochschulen), care a dus la concedierea a numeroși profesori universitari sau oameni de știință din Germania.  
În aprilie 1933 Asociația Studenților Naziști a cerut „arderea publică de către studenți a scrierilor subversive evreiești ca răspuns la campania nerușinată de defăimare anti-germană condusă de evreimea internațională”.

## Listele de interziceri
Prima listă a fost întocmită de tânărul bibliotecar berlinez de 25 de ani Wolfgang Herrmann. Această "Listă neagră“ a fost trimisă organizatorilor acțiunii "Wider den undeutschen Geist“ („Contra spiritului negerman”), care au organizat în seara de 10 mai 1933 în numeroase orașe germane o acțiune coordonată de distrugere, prin ardere publică a cărților furate din biblioteci. Trecuți pe listă erau nu numai autori marxiști, anarhiști sau socialiști, ci și evrei, sau alții, precum Erich Maria Remarque, Erich Kästner, Thomas Mann, Klaus Mann, Alfred Döblin, toți acuzați de „creații negermane”.
Lista „interzicerilor a fost continuu mărită, și a inclus finalmente cca. 4.500 de titluri de cărți, adeseori întreaga creație a unui autor neacceptat de regimul național-socialist german sau toate publicațiile unei anumite edituri (neagreate). Asociația Librarilor Germani (Börsenverein Deutscher Buchhändler) a „calificat” creațiile literare respective ca fiind „ne-germane”, și în consecință a cerut librarilor să nu mai le comercializeze (vândă).

## Lista în ordine alfabetică

### A
- Abel, August
- Abeles, Otto
- Abraham, Max
- Abraham, Rudolf
- Abramowitsch, Mark
- Abramowitsch, Raphael
- Abrikossowitsch, Nina
- Abusow, N.
- Achermann, Franz Heinrich
- Achrem, Sergej
- Ackermann,
- Ackers, Maximilliane
- Adler, Abraham
- Adler, Alfred
- Adler, Bruno
- Adler, Felix
- Adler, Friedrich (Wolfgang)
- Adler, Georg
- Adler, Max
- Adler, Otto
- Adler, Viktor
- Adolf, Gustav (Pseud.),
- Adolphi, Max, și Arno Kettmann
- Adrian, Joseph
- Afonin, A.
- Agabekow, Gregor A.
- Ahlemann, Georg
- Alba (Pseud.) s. Baresel, Alfred. Albert, Charles
- Albert, Charles
- Alberton, M.
- Alboldt, Emil
- Albrecht, August
- Albrecht, Paul
- Aléra, Don Brennus
- Alexan, Friedrich
- Alexander, Alex
- Alexander, Edgar
- Alexander, G. G. L.
- Alexander, L.
- Algermissen, Konrad
- Ali-Czeh,
- Allain, Marcel, u. Pierre Souvestre
- Allerhand, Walther
- Allers, Rudolf
- Allwohn, Adolf
- Alpari, J.
- Alsberg, Max
- Alsen, Ola
- Althaus, Paul
- Altpeter, Werner
- Aluf, Alexej
- Amann, Paul
- Ameringer, Oskar
- Amie des Femmes, L'
- Amiel, Joseph
- Amori, Graf
- Andernach, Andreas
- Andersen Nexø, Martin
- André, Francis
- André, Malraux
- Andrejew, Leonid
- Angell, Norman
- Anna, Reiner
- Anno, Anton
- Anquetil, Georges- ~,
- Anti-Nautikus,
- Antonow, G.
- Antonow-Owsejenko, Wladimir
- Antonow-Saratowski, W.
- Apfel, Alfred
- Aquilar de Louisade
- Aragon, Louis
- Arbuester, Martin
- Arendsee, Martha
- Aretino, Pietro
- Areuss, Alexander
- Argutinskaja, L.
- Arkaja Brahma, Mahatma
- Armstrong, Hamilton Fish
- Arnold, Karl
- Arnot, Eduard
- Arzt, Arthur
- Asch, Käte
- Asch, Nathan
- Asch, Schalom
- Asiaticus,
- Asseo, Albert S.
- Aubier, Fernand
- Auer, Erhard
- Auerbach, Erich
- Auernheimer, Raoul
- Aufhaeuser, Siegfried
- Awdejenko, Alexander
- Axelrod, Paul

### B
- Baader, Ottilie
- Bab, Julius
- Babajan, M., și I. S. Rjažskaja
- Babel, Isaak
- Babillotte, Martha
- Back, Egon
- Backhaus, Fritz
- Badajew, Aleksej E.
- Baecker, Hans
- Baenninger, Konrad
- Baer, Rudolf
- Baeuerle, Emil
- Baeumer, Gertrud
- Baillon, André
- Bainville, Jacques
- Baker, Josephine
- Bakunin, Michael
- Balabanoff, Angelica
- Balázs, Bela
- Baldur, Hans
- Baldwin, Stanley
- Balk, Theodor
- Balke, Hans
- Ballod, Carl
- Bam, Oskar
- Banniza von Bazan, Heinrich
- Bannlza von Bazan, Heinrich
- Banse, Ewald
- Banse u. Werner Jansen, Ewald
- Barbey d'Aurevilly, Jules-Amédée
- Barbusse, Henri
- Barcos, Julio R.
- Baré, Margarete
- Baresel, Alfred
- Barlach, Ernst
- Barnes, Carman
- Baron, Salo
- Barrès, Philippe
- Barrière, Marcel
- Bart-Cišinski, Jakub
- Bart-Cišinsky, Jakub
- Barth, Emil
- Barth, Erwin
- Barth, Karl
- Barthel, Max
- Bartlett, Vernon
- Barwich, Franz
- Basch, Ernst
- Basiljewitsch, L. I., S. M. Frumkina u. W. N. Klujewa
- Basseches, Nikolaus
- Bata, Thomas
- Batkis, Wladimir
- Bau, Karl
- Bauer, Bernhard Adam
- Bauer, Ludwig
- Bauer, Max
- Bauer, Otto
- Bauer, Viktor
- Bauer, Walter
- Bauermeister, Friedrich
- Baum, Vicki
- Baumgardt, Rudolf
- Bavink, Bernhard
- Beamt, Walter
- Bebel, August
- Becher, Johannes Robert
- Becher, Ulrich
- Beck, Maximilian
- Becker, Bernhard
- Becker, Heinz
- Becker, Michel
- Becker, Otto
- Becker & Co.,
- Beckers, Hans
- Beckmann, Joachim
- Beer, Berta
- Beer, Max
- Behm, Hans Wolfgang
- Behrend, Alice
- Beimler, Hans
- Beisswanger, Konrad
- Beizner, Emil
- Belli, Joseph
- Belloc, Hilaire
- Ben-Esther (Pseud.)
- Benedikt, Ernst
- Benjamin,
- Benney, Mark
- Benz, Richard
- Beowulf, Arnim (Pseud.)
- Beradt, Martin
- Berdach, Rahel
- Berdiajew, Nikolai
- Berendsohn, Walter Artur
- Beresowski,
- Beresowskij, Feoktist A.
- Berg, Friedrich
- Berg, Hans
- Bergengruen, Siegfried
- Berger, Siegfried
- Bergfeld, Ludwig
- Berghoff, Stephan
- Bergmann, Ciaire
- Beria, L.
- Berkenkopf, Paul
- Berkman, Alexander
- Bermann, Richard Arnold
- Bernar, Louis
- Bernard, B., și A. Sterling
- Berner, Ernst
- Bernfeld, Siegfried
- Bernfeld, Siegfried, u. Sergei Feitelberg
- Bernhard, Georg
- Bernhardt, Oskar Ernst
- Bernoulli, Paul Daniel
- Bernstein, Alfred
- Bernstein, Eduard
- Bernstein, F.
- Bernstorff, Johann Heinrich
- Besborodow, Sergej K.
- Bessedowsky, Grigory
- Bethge, Ernst Heinrich
- Bettauer, Fritz Ernst
- Bettauer, Hugo
- Beyer, Alfred
- Beyer, Friedrich
- Beyer, Georg
- Beyer, Helene
- Beyes, Fritz
- Biber, Max
- Biefang, Hans
- Biel, Käte
- Bienstock, Gregor
- Bierbaum, Otto Julius
- Bierbaum, W. Bruno
- Billinger, Karl
- Billung, R.
- Binde, Fritz
- Bindel, Ernst
- Binder, Heinrich
- Birkenfeld, Guenther
- Birlinger, Johannes R.
- Bischoff, Dietrich
- Bjedny, Demian
- Bjelych u. L. Pantelejew, G.
- Blache, Robert
- Blagojewa, Stella
- Blank, Herbert
- Blank, Matthias
- Blaschko, Alfred
- Blei, Franz
- Bloch, Camille
- Bloch, Chajim
- Bloch, Ernst
- Bloch, Iwan
- Bloch, Iwan, u. Georg Löwenstein
- Bloem, Walter
- Blondel, Georges
- Blos, Anna
- Blos, Wilhelm
- Bloy, Léon
- Blueher, Hans
- Bluemcke, Ludwig
- Blum, Edmund
- Blum, Léon
- Bobinska, Elena
- Bobrowskaja, C.
- Bock, August
- Bock, Wilhelm
- Bockemühl, Peter
- Bodinus, Fritz
- Boehm, Felix, Otto Fenickel, Wilhelm Reich
- Boehme, Margarete
- Boerner, Wilhelm
- Boesser, Friedrich Karl
- Bogdanow, Nikolai
- Boguszewska, Helena, u. Jerzy Kornacki
- Bojarskaja, Sinaida
- Bolitho, Hector
- Bolte, Johannes
- Bonaparte, Marie
- Bonaventura, P.
- Bondegger, Harry Winfield
- Bongardt, Hans
- Bonne, Georg
- Bonnier, Josephe Ch.
- Borchardt, Julian
- Borée, Karl Friedrich
- Borgese, Giuseppe Antonio
- Born, Georg
- Bornemann, Ferdinand
- Bornstein, Josef
- Borochow, Ber
- Boros, L. F.
- Bosch-Fidus,
- Bottema, C. Az.
- Bottome, Phyllis
- Boudin, L. B.
- Bousfield, Paul
- Boutet, Frédéric
- Brabenetz, Annie von
- Bracken, Helmut von
- Brady, Robert A.
- Brammer, Karl
- Brand, E., u. H. Walecki,
- Branden, Egon
- Brandt, August
- Brandt, Heinrich
- Brandt, Paul
- Brantôme, Pierre de Bourdeille de
- Brase, Siegfried
- Bratkowski, J.
- Bratschi, Peter
- Brauer, Erwin
- Brauer, Peter
- Braun, Adolf
- Braun, Alfred
- Braun, Heinz
- Braun, Lily
- Braun, Otto
- Braune, Rudolf
- Brauns, Walter
- Braunthal, Alfred
- Brecht, Bertold
- Bredel, Willi
- Bredow, Klaus
- Bredow, Richard
- Brehmer, Artur
- Breit, Ernst
- Breitbach, Josef
- Breitenstein, Desiderius
- Breitscheid, Rudolf
- Brenner, Emil
- Brenner, Paul Ad.
- Brennerburg, Hans
- Brentano, Bernard von
- Bretholz, Wolfgang
- Brettschneider, Rudolf
- Brieger, Lothar
- Briemle, Theodosius
- Briffault, Robert
- Brigg, Robert Heinz
- Brins de verges,
- Bristler, Eduard
- Brociner, Marco
- Brockes, Ferdinand
- Brockhausen, Carl
- Brod, Max
- Brod, Otto
- Brod, Max, u. Rudolf Thomas,
- Broda, Rudolf, u. Jul. Deutsch
- Brodauf, Johannes
- Broehmek, Richard
- Broido, Vera
- Bronnen, Arnolt
- Brotz, Robert H.
- Brown, John
- Brown, William Montgomery
- Bruegel, Fritz
- Bruegel, Fritz u. Benedikt Kautsky
- Bruegel, Ludwig
- Bruenner, Max A. R.
- Bruggen, Cornelius J. A. van
- Bruhns, Julius
- Brun, Vincenz
- Bruneck, Hans
- Brunhuber, Robert
- Brunner, Emil
- Brunner, Julius C
- Brunner, Julius C.
- Brunner, Konstantin
- Brunngraber, Rudolf
- Brunswick, Ruth Mack
- Brupbacher, Fritz
- Brupbacher, Paulette
- Bubnoff, Nicolai von
- Bubnow, A.
- Bucharin, Nikolai Ivanovici
- Buchlohe, Herbert
- Büchner, Georg
- Buddensieg, Hermann
- Budzinski, Robert
- Budzislawski, Hermann
- Bueeler, Hermann
- Buehler, Johannes
- Buehler, Klaus
- Buehrer, Jakob
- Buerger, Kurt
- Buerschaper, Kurt
- Bues, Hermann
- Bugeinig, Philipp
- Bulle, M.
- Buomberger, Ferdinand
- Buonarrotti, Philippe
- Burger, Felix
- Burger, Hans
- Burger, Felix, u. Karl Singer
- Burghardt, Hans Georg
- Burkhardt, Paul
- Busch, Fritz Otto
- Butler, Hiram E.
- Buttenstedt, Karl
- Byern, Heinz Alfred
- Byhan, Artur
- Bytschkow, Pawel
- Bywalow, Eugenij S.

### C
- Cachin, Marcel, Maurice Thorez u. Andre Marty
- Cadivec, Edith
- Cadman, S. Parkes
- Cain, James M.
- Calmon, B.
- Calverton, Victor Fr.
- Calwer, Richard
- Caramon, Clemens von
- Carl, Ernst
- Carlebach, Josef
- Caro, Kurt, u. Walter Oehme
- Carpenter, Edward
- Carr, Robert
- Carraro, A.
- Carriére, Ludwig
- Cartier, Raymond
- Cassau, Theodor
- Castell, Alexander
- Cawil, H.
- Cendrars, Blaise
- Chadwick, John W.
- Chanteroy, Alain
- Charasch, Abraham
- Charitonow, N.
- Chêng, Wang Shih
- Chitarov, Rafail
- Chlumberg, Hans
- Chmelar, Josef
- Choisy, Maryse
- Christiansen, Hans
- Churchill, Winston S.
- Cisek, Oskar Walter
- Citrine, Walter
- Clark, R. T.
- Claude, Pierre
- Claudel, Paul
- Cleland, John
- Cochem,
- Cohn, Emil
- Cohn, Willy
- Colbert, Carl
- Coldfire, A. J.
- Comfort, Will L., u. Zamin Ki Dost
- Conrad, Adolf
- Conrady, Alexander
- Conroy, Jack
- Constant, Claude
- Contreras, G.
- Corbach, Otto
- Corrinth, Kurt
- Corvin-Wiersbitzki, Otto von
- Corvin-Wiersbitzky, Otto von
- Coudenhove-Kalergi, Heinrich
- Coudenhove-Kalergi, Richard Nikolaus
- Couillard, H.
- Cramm, Walter
- Crébillon (der Jüngere), Claude Pr. J. de
- Credé(-Hoerder), Karl A.
- Crispien, Arthur
- Crozier, Joseph
- Csaba, Margaret
- Csokor, Franz Theodor
- Cudgel, Th.,
- Cunow, Heinrich
- Curator, Carsten
- Czech-Jochberg, Erich
- Czermak, Emmerich, u. Oskar Karbach
- Czerwonka, Ernst A.

### D
- Dabit, Eugène
- Daly, C. D.
- Damelang, Georg
- Dammann, Erich
- Dan, Theodor
- Danneberg, Robert
- Dannenberger, Hermann
- Dantz, Karl
- Daszynski, S., u. Jan Radopolski
- Daudistel, Albert
- Daumas, Marie Renée
- David, Eduard
- David, F.
- De Leeuw, Hendrik
- Deck, Johann Friedrich
- Decker, Georg
- Degtjarjew, W.
- Dehmel, Heinrich
- Dehmel, Richard
- Dehn, Günther
- Deimling, Berthold von
- Dekobra, Maurice
- Delekat, Friedrich
- Delmar, Maximilian
- Delmont, Joseph
- Demont, Henri
- Dencker, Robert
- Deng-Bao-Sjang,
- Dessauer, Adolf
- Dessauer, Friedrich, u. Franz C. Fetzer
- Destouches, Louis
- Detert-Faust, Rolf
- Deubner, Fritz
- Deuter,
- Deutsch, Helene
- Deutsch, Julius
- Deutsch, Otto
- Deutsch, Regine
- Deutsch, U. R.
- Deverreux, Kapitän
- Dewald, Herbert
- Dexheimer, Ludwig
- Diamant, Gertrud
- Dibelius, Otto
- Dicker, Hermann
- Diebold, Bernhard
- Diehl, Ludwig
- Diemer, Manfred
- Dietrich, Christoff
- Dietrich, P. R.
- Dietrich, Paul Johann
- Dietz, Marigret
- Dietzgen, Josef
- Diez, Karl
- Dikreiter, Heinrich Georg
- Dimitroff, Georgi
- Diner-Dénes, Paul
- Diószeghy, Tibor
- Dittmann, Wilhelm
- Dix, Otto
- Doberer, Kurt
- Dobert, Eitel Wolf
- Dodel, Arnold
- Doeblin, Alfred
- Doeltz, Emma
- Doenges, Emil
- Doerfler, Rudolf
- Doering, Waldemar Oskar
- Doermann, Felix
- Doerr, Erich Johann
- Dolorosa (Pseud.),
- Domaschke, Romuald
- Domela, Harry
- Domela Nieuwenhuis, Ferdinand
- Doms, Wilhelm
- Donatus, Antonius
- Doolaard, A. den
- Dopf, Karl
- Dorfmann, Jakob
- Dorgelès, Roland
- Dornberger, Emma P.
- Dorochow, Pawel
- Dos Passos, John Roderigo
- Draws-Tychsen, Hellmut
- Drechsler, Hermann
- Dreiser, Theodore
- Dreissig, Joh. Carl
- Dreissig neue Erzähler des neuen Russland. Berlin
- Drews, Arthur
- Drexel, Albert
- Dreyfus, Paul, u. Paul Mayer
- Droehner, Winfried
- Druschinin, W.
- Duering, Ernst von
- Duewell Wilhelm,
- Duff, Charles
- Duhamel, Georges
- Duncker, Hermann
- Duncker, Hermann, Alfons Goldschmidt, Karl August Wittfogel
- Dupré, Fritz
- Dupré d'Aulnay, Louis
- Durand-Wever, Anne-Marie
- Duwe, Willi
- Duysen, Paul
- Dybenko, P. E.
- Dzelepy, E. N.

### E
- Eberding, Walter
- Ebermayer, Erich
- Ebermayer, Erich, Klaus Mann u. H. Rosenkranz
- Ebert, Erika
- Ebert, Friedrich
- Ebertin, Elsbeth
- Ebstein, Erich
- Eça de Queiroz, José Maria
- Eccardus,
- Echtermayer, Romulo
- Eckstein, Gustav
- Eckstein, Walther
- Edel, Edmund
- Edel, Oskar
- Eder, Julius
- Edgar, John
- Edschmid, Kasimir
- Efferoth, Hugo
- Efross, A., și J. Tugendhold
- Egart, Mark
- Egetemeyr, Peter
- Eggert, Wilhelm
- Ehinger, Otto
- Ehlers, Christian Fr. R
- Ehrenberg, Hans
- Ehrenreich, Elfriede
- Ehrenstein, Albert
- Ehrenstein, Karl
- Ehrhardt, Justus
- Ehrismann, Albert
- Ehrlich, E., S. Abram u. Ph. Silpert
- Ehrlich-Hichler, Leopold
- Eichacker, Reinhold
- Eichen, Claus
- Eidlitz, Marietta
- Eiert, Helene
- Einstein, Albert
- Einstein, Karl
- Einzig, Paul
- Eisenberger, J.
- Eisenhart, Götz
- Eisenstaedter, Julius
- Eisgruber, Heinz
- Eisner, Kurt
- Eken, Anne von den
- El-Correi,
- Elberskirchen, Johanna
- Elbogen, Ismar
- Elgers, Albert
- Eliasberg, Alexander
- Eliasberg, Wladimir
- Ellenbogen, Wilhelm
- Ellerbek, Ellegaard
- Ellerbek, Ellegaard, u. Walter Kurz
- Ellin, Eve
- Ellis, Havelock
- Elmauer, Franz
- Elwenspoek, Curt
- Emery, René
- Emge, Karl August
- Emko,
- Emrich, Louis
- Emsen, Kurt van
- Endres, Franz Carl
- Endres, Fritz
- Endres, Robert
- Engel, Georg
- Engel, Ludwig
- Engels, Friedrich
- Engler, Hans
- Englisch, Paul
- Enick, Willy
- Epstein, Julius
- Erasmus redivivus
- Erckner, S.
- Ercoli,
- Erdberg, Oskar
- Erdmann, August
- Erenburg, Ilja
- Erhard, Emile
- Erhart, Ludwig
- Erkelenz, Anton
- Erkes, Eduard
- Ermanskij, Osip Arkadevic
- Ermers, Max
- Ernst, Erich
- Ernst, Friedrich
- Ernst, Otto
- Ernste,
- Erpenbeck, Fritz
- Erzberger, Matthias
- Eschbach, Walter
- Espe, Hans
- Espe, Walter Maria
- Esperg, Marthe Maria
- Esperg, Matthe Maria
- Espina, Concha
- Eten, Günther
- Eugster, Franz
- Eulenberg, Herbert
- Eulenberger, Max
- Eulenburg, Franz
- Everwien, Max
- Ewers, Hanns Heinz

### F
- Faber, Ernest
- Fabian, Walter
- Fadejew, Alexander
- Faerber, Heinrich
- Faerber, Marcell
- Fahlbusch, Eduard
- Fahne, Die ~ hoch! Bd 42,
- Fahnert, Margarete
- Fairère, Claude
- Faldi, Heinz
- Falk, Alfred
- Falk, Kurt
- Falkenfeld, Hellmuth
- Farrère, Claude
- Farwig, Heinrich
- Fattinger, Josef
- Fechenbach, Felix
- Fedenko, Penas
- Fedin, Konstantin
- Fehse, Willi Richard, u. Klaus Mann,
- Feigl, Hans
- Feiler, Arthur
- Feiner, Joseph, Elias Gut și Theodor Rothschild
- Feiten, Heinrich
- Felden, Emil
- Feldhaus, Franz Maria
- Feldmann, Else
- Feller, Fritz Miroslav
- Felsen, Rita
- Feodorow, E.
- Ferber, Edna
- Ferch, Johann
- Ferenczi, Sandor
- Ferkes, Wladimir
- Ferlin, Max
- Ferling, Max
- Fernau, Hernann
- Ferner, Wilhelm
- Ferrer-Guardia, Francisco
- Ferri, Enrico
- Ferrière, Adolphe
- Feuchtwanger, Lion
- Fidelis, Otto Maria
- Fiebig, Paul
- Fiedler, Emil
- Fiedler, Kuno
- Fiedlers, Korla Aug.
- Figner, Vera
- Fimmen, Edo
- Fin, Konstantin
- Fingeller, Hans
- Fink, Georg
- Finkelstein, Heinrich
- Finn, Konstantin
- Fisch, Gennadij
- Fischer, Anton
- Fischer, Ernst
- Fischer, Hanna
- Fischer, Louis
- Fischer, Oskar
- Fischer, Paul
- Fischer, Richard
- Fischer, Rudolf
- Fischer, Ruth
- Fischer, Thomas
- Fischer, Wilhelm
- Fischer, Zyrill
- Fischer, Josef, Vàclav Patzak, Vincenc Perth
- Fischer-Baling, Eugen
- Fischer-Dueckelmann, Anna
- Fitzner, Erich
- Flake, Otto
- Flapp, Ritterio
- Fleischack, Hermann
- Fleisser, Marieluise
- Fleissner, Hermann
- Fleming, Edward L.
- Flexius, Walter
- Florin, Wilhelm
- Fluch, Der ~ von Nürnberg. Hitlers Kriegsrat gegen Freiheit und Frieden. Moskau
- Fluegge, Carl August
- Fodor, M. W.
- Foeldes, Jolán
- Foerster, Friedrich Wilhelm
- Fogarasi, A.
- Fokker, Anthony
- Fontana, Oskar Maurus
- Forbath, Alexander
- Forbes-Mosse, Irene
- Foregger, Fritz
- Forel, August
- Forster, Georg
- Fourmanow, Dimitrij
- Fowler-Wright, Sidney
- Fox, Ralph
- Fraenkel, Alexander Maria
- Fraenkel, Ernst
- Frank, August
- Frank, Bruno
- Frank, Herbert
- Frank, Josef Maria
- Frank, Leonhard
- Frank, Wilhelm
- Frank, Rudolf, u. Georg Lichey
- Franken, Paul
- Frankenberg u. Ludwigsdorf, Alex Viktor v.
- Frankenfeld, Alfred
- Frankfurt, S.
- Frantz,
- Franz, Leopold
- Franz, Rudolf
- Franzel, Emil
- Frateco,
- Frei, Bruno
- Freitag, Kurt
- Freuchen, Peter
- Freud, Anna
- Freud, Sigmund
- Freund, Richard
- Frey, Alexander Moritz
- Frey, Arthur
- Frey, Karl
- Frey, Lothar
- Fried, Alfred Hermann
- Fried, Emilie, u. Paul Fried
- Friedenthal, Albert
- Friedlaender, Egon
- Friedlaender, Elfriede
- Friedlaender, Robert
- Friedlaender, Salomo
- Friedrich, Ernst [scriitor socialist]
- Friedrich, G.
- Friedrich, Otto
- Friends of Europe (Londra),
- Frisch, Hartvig
- Frischauer, Paul
- Frischauer, Willi
- Fritsch, Jolly
- Froelich, Paul
- Froelich, Paul, u. Albert Schreiner,
- Froer, Kurt
- Fromm, Erich
- Frucht, Berthold
- Fuchs, Eduard
- Fuchs, Georg
- Fuchs, Richard
- Fuchs, Rudolf
- Fuegner, Kurt
- Fueloep-Miller, René
- Fuelster, Hans
- Fueting, Kurt
- Furmanow, Dimitri

### G
- Gabor, Andor
- Gadow, Hans Jürgen
- Gaertner, Franziska von
- Gaertner, Georg
- Galeatus, Michael
- Gallaton, Ch.
- Gallwitz, Sophie Dorothea
- Gangolf, Paul
- Ganske, Hugo
- Garai, D.
- Gasiorowski, Waclaw
- Gast, Emil
- Gattmann, Ketty
- Gauch, Hermann
- Gawronsky, Dimitrj
- Gebhardt, Erich
- Gebhardt, Florentine
- Geburtenproblem, Das ~ und die Verhütung der Schwangerschaft. Berlin
- Gedat, Gustav Adolf
- Gehren, Tully
- Gehrig, Emmy
- Geiger-Gog, Anni
- Geissler, Friedrich
- Geist, Rudolf
- Geldmacher, Marta
- Gelfius, Wilhelm
- Geliert, Wilhelm
- Gellner, Richard
- Gelmer, Richard
- Genin, Robert
- Genss, Abram B.
- Georg, Eugen
- Georg, Iwan Eugen
- Gerber, Artur
- Gerber, Emil
- Gerdemann, Wilhelm, u. Heinrich Winfried
- Gerhard, Georgine
- Gerlach, Hellmut von
- Gerlach, Irene
- Gerlach, Kurt
- Gerling, Reinhold
- Germanetto, Giovanni
- Germanicus,
- Gerster, Hans Jakob
- Gerstmayer, Hans
- Gerversman, H.
- Gerwig, Herbert
- Geucke, Kurt
- Geyer, Kurt
- Geyer, Rudolf
- Geyser, Paul
- Giacometti, Augusto
- Gibbon, Eduard
- Gibbons, Floyd
- Gibbs, Philip
- Gickler, Johannes
- Gide, André
- Giertych, Jedrzej
- Giese, Fritz
- Giesecke, Konrad
- Gilbert, Hubert Ernst
- Gildhorn, Fred
- Gillet, Louis
- Gimani, Emando
- Giraudoux, Jean
- Gitta, Fritz
- Gladkow, Fjodor
- Glaeser, Ernst
- Glaeser, Fritz Hermann
- Glahn, August Frank
- Glan, Betty
- Glaser, Georg
- Glaser, Waldemar
- Glass, Max
- Glaukos,
- Glauser, Friedrich
- Gleit, Maria
- Glienke, Franz
- Glombowski, Friedrich
- Gluecksmann, Sami
- Gobsch, Hanns
- Godard d'Aucourt, Claude
- Goebel, Hans
- Goebel, Wilhelm
- Goebels, Hubert
- Goehre, Paul
- Goertz, Bernhard
- Goettler, Heinrich
- Goetz, Bruno
- Goetz, Wolfgang
- Goetze, Peter
- Gohr, Wilhelm
- Gold, Michael
- Golding, Louis
- Goldman, Lothar
- Goldmann, Otto
- Goldscheid, Rudolf
- Goldschmidt, Alfons
- Goldschmied, Leonor
- Goll, Claire
- Goll, Iwan
- Gonta, T.
- Gordon, Ch.
- Gorki, Maxim
- Gorter, Hermann
- Gottwald, Klement
- Grabe, Alfred
- Graber, Gustav Hans
- Graf, Georg Engelbert
- Graf, Oskar Maria
- Grape-Dewischeit, Kurt
- Grassmann, Peter
- Gregory, J. D.
- Greiling, Walter
- Greis, John
- Greischman, A.
- Gremjatzki, M. A.
- Gretzschel, Horst
- Greulich, Hermann
- Gridazzi, Mario
- Griese, Franz
- Griese, Hans
- Grigoriew, G. A.
- Grigorjeff, S.
- Grigorovici, Tatjana
- Grimm, Albert
- Grimm, Alfred Max
- Grinko, G. F.
- Grisar, Erich
- Grob, Rudolf Ernst
- Groddeck, Georg
- Groeben, Klaus von der
- Groer, August
- Groettrup, Bernhard
- Groetzsch, Robert
- Grohe, Melchior
- Grohmann, Will
- Gromann, W.
- Grosse, Hermann
- Grosse, Johannes
- Grossmann, Henryk
- Grossmann, Kurt
- Grossmann, Rudolf
- Grossmann, Rudolf [Scriitor socialist]
- Grossmann, Stephan
- Grosz, George
- Groszhammer, Viktor, Kuno v. Uachitta u. Karlchen Marx
- Groth, Helmut
- Grotjahn, Alfred
- Grotjahn, Alfred, u. Gustav Radbruch
- Gruber, Max von
- Gruber, Walter
- Gruenberg, Karl
- Gruenwald, H.
- Grumbach, Salomon
- Grundfragen, Die ~ der kommunistischen Jugendbewegung. Berlin
- Grunwald, Max
- Gruschka, Theodor
- Grusdev, Ilja
- Grusius, A.
- Grzesinski, Albert
- Gubkin, I. M.
- Gudmundsson, Kristmann
- Guedella, Philip
- Guenther, Erich
- Guenther, Felix
- Guenther, Fidelis
- Guenther, Fritz
- Guenther, Hans
- Guenther, Herbert
- Guenther, Otto
- Guggenberger, Siegmund
- Guggenheim, Werner Johannes
- Guidony, Alexander
- Gul, Roman
- Gulden, Ery H.
- Gumbel, Emil Julius
- Gumpert, Martin
- Gunther, John
- Gurian, Waldemar
- Gurjan, Olga
- Gurland, Arkadij
- Gurlitt, Fritz
- Gurlitt, Ludwig
- Gutfreund, Ernst
- Guthmann, Johannes
- Gutmann, Franz
- Gutschkow, Moritz
- Guttzeit, Johannes
- Gutzwiller, Richard
- Gysin, Arnold
- Gysin, Bertha

### H
- Haack, Ludwig
- Haas, Rudolf de
- Habe, Hans
- Habicht, Viktor Kurt
- Haboeck, Martina
- Hackmack, Hans
- Haefker, Hermann
- Haendcke, Berthold
- Haenisch, Konrad
- Haffner, Ernst
- Hagemann-Boese, Hedwig
- Hahn, Edmund
- Hahn, Paul
- Hahnewald, Edgar
- Hain, Paul
- Hain Paul,
- Halden, Ronald
- Halfmann, Wilhelm
- Halle, Fannina W.
- Halle, Felix
- Haller, Fred
- Haller, Martin
- Hallgarten, Wolfgang
- Hambrock, Wilhelm
- Hamburger, Ernst
- Hamm, Eugen
- Hammann, Otto
- Hammerstein, Hans v.
- Handmann, Bernhard
- Hannuschka, Richard
- Hans, Wilhelm
- Hanselmann, Heinrich
- Hanss, Josef
- Hanstein, Wolfram von
- Hanussen, Erik Jan
- Harand, Irene
- Harcourt, Robert d',
- Harden, Maximilian
- Haringer, Jacob
- Harris, Frank
- Hart, Heinz Bruno
- Hartenstein, Stephan von
- Hartung,
- Hartwich, Alexander, Gina Kaus u. Alfred Kind
- Hartwig, Theodor
- Harys,
- Harzheim,
- Hasek, Jaroslav
- Haselmayer, Anton
- Hasenclever, Walter
- Haserodt, Hans
- Hauptvogel, Franz Ehregott
- Hausmann, Raoul
- Hauswirth, Werner
- Hauteclocque, Xavier de
- Hawel, Walter
- Hay, Julius
- Haydu, Julius
- Hayes, Carlton J.
- Heartfield, John
- Heath, Graham
- Heckert, Fritz
- Hedler, Adolf
- Heer, Johannes de
- Hegemann, Werner
- Hegna, Trond
- Heidemann, E. K.
- Heiden, Konrad
- Heilbut, Iwan
- Heilig, Konrad
- Heimann, Eduard
- Heimann, Erwin
- Heimann, Hugo
- Heimburger, Artur
- Hein, Fr. B.
- Heine, Heinrich
- Heine, Thomas Theodor
- Heine, Wolfgang
- Heinig, Kurt
- Heinrich, Kurt
- Heinz, Friedrich Wilhelm
- Heinz, Karl
- Heise, Gustav
- Heitsch, Walter
- Hellbardt, Hans
- Heller, Abraham
- Heller, Artur
- Heller, Fred
- Heller, Hermann
- Heller, Leo
- Heller, Otto
- Hellpach, Willy
- Hellwald, Friedrich von
- Hellwig, Gerhard
- Helmich, F.
- Helphand, Alexander
- Helwig, Werner
- Hemingway, Ernest
- Hemmerich, Karl Georg
- Henderson, Alexander
- Henel, Hans Otto
- Henne am Rhyn, Otto
- Henning, Wilhelm
- Henry, Daniel
- Henry, Ernst
- Hensel, Paulrichard
- Hentschel, Herbert
- Herb, Max
- Herdan, Jerzy
- Herman, Lazar
- Hermann, Georg
- Hermann, Hans
- Hermann, Imre
- Hermann, Otto
- Hermann, Silvius
- Hermansson, Magnus
- Hermant, Max
- Hermes, Gertrud
- Herrlich, Lotte
- Herrmann, Erich
- Herrmann, Immanuel
- Herrmann, Karl
- Herrmann, Walter
- Herrmann-Neisse, Max
- Hertz, Friedrich
- Hertzka, Theodor
- Herz, William
- Herzberg, Wilhelm
- Herzen, Alexander
- Herzfeld, Helmut
- Herzfelde, Wieland
- Herzog, Wilhelm
- Hess, Moses
- Hesse, Max René
- Hessen, Robert
- Heuss, Theodor
- Hey, Friedrich
- Heydebreck, Peter von
- Heydecker, J. Joe
- Heymann, Fritz
- Heymann, Kurt
- Heymann, Robert
- Hickethier, Kurt
- Hiesgen, Carl Paul
- Hildebrand, Dietrich von
- Hildenbrandt, Fred
- Hilferding, Margret
- Hilferding, Rudolf
- Hiller, Kurt
- Hillmann, Karl
- Hillquit, Morris
- Hilsoe, Paul
- Hiltbrunner, Hermann
- Hinkel, Karl
- Hinrichs, Klaus
- Hinz, Paul
- Hirsch, Karl Jakob
- Hirsch, Leo
- Hirsch, Paul
- Hirsch, Werner
- Hirschberg, E.
- Hirschberg, Herbert
- Hirschberg-Jura, Rudolf
- Hirschfeld, Georg
- Hirschfeld, Magnus
- Hirth, Paul, u. Eduard Daelen
- Hitler, Adolf
- Hitschmann, Eduard
- Hobohm, M.
- Hochdorf, Max
- Hochstaetten, Guido von
- Hochstetter, Franz
- Hodann, Max
- Hoeflich, Erich
- Hoeft, Gustav
- Hoegner, Wilhelm
- Hoellein, Emil
- Hoeltermann, Karl
- Hoelz, Max
- Hoernle, Edwin
- Hoesli, Rudolf
- Hoessli, Heinrich
- Hoetink, H. R.
- Hofbauer, Josef
- Hofer, August Heinrich
- Hoffensthal, Hans von
- Hoffmann, Adolf
- Hoffmann, Otto
- Hoffmann, Richard
- Hoffmann-Harnisch, Wolfgang
- Hofmann, Albert
- Hofstetter, Arthur
- Hohlfeld, Johannes
- Hohoff, Wilhelm
- Holden, Harry
- Holek, Heinrich
- Holitscher, Arthur
- Hollaender, Michael
- Hollander, Walther von
- Hollos, Istvan
- Holstein, Horst
- Holz, Detlef
- Holzapfel, Attalus
- Holzer, Christian
- Holzmann, Leiser Izik
- Homann, Walther
- Hopffe, Günther
- Horkheimer, Max von
- Horlacher, Richard
- Horneffer, August
- Hornung, Walter
- Horváth, Ödön von
- Hossdorf,
- Hotopp, Albert
- Houston, John
- Howard, Walther
- Hoyer, Erik
- Hoyer, Niels
- Huber, Engelbert
- Hudal, Alois
- Huebener, E.
- Huebner, Hans
- Huels, Hermann
- Huelsenbeck, Richard
- Hug-Hellmuth, Hermine
- Huizinga, Johan
- Huldschiner, Richard
- Humbert, Manuel
- Humburg, Paul
- Humm, Rudolf Jakob
- Hummel, Frida
- Huppert, Hugo
- Hurwicz, Elias
- Huss, Hans
- Huter, C. Heinrich
- Huxley, Aldous

### I
- Ibarruri, Dolores
- Ihering, Herbert
- Ihle, Horst
- Ihrer, Emma
- Ilf, Ilja și Eugen Petrow,
- Ilg, Gustav Adolf
- Ilgenstein, Wilhelm
- Iljenkow, Wassili
- Iljin, Ivan Aleksandrovič
- Iljin, M.
- Iljin-Schenjewski, A.
- Illes, Bela
- Illi, Konrad
- Ilsen, Martin
- Iltis, Hugo
- Inber, Vera
- Ingrim, Robert
- Insterberg, L.
- Ira, Iris (Pseud.)
- Iremaschwili, Joseph
- Isbach, Alexander A.
- Isenheim, Ludwig
- Issaieff, A. A.
- Issberner-Haldane, Ernest
- Istrati, Panait
- Iswolski, Helene
- Iwanow, Wsjowolod

### J
- Jacob, Heinrich Eduard
- Jacobsen, Otto
- Jacoby, Heinz
- Jacoby, Karl M.
- Jacques, Norbert
- Jaeckh, Gustav
- Jaeckle, Johannes
- Jaggi, Arnold
- Jahn, Helene
- Jahn, Willie
- Jakowlew, J. A.
- Jakowlewa, B. N.
- Jaksch, Wenzel
- Jalkotzy, Alois
- Jamet, Albert
- Janowskyj, Jurij
- Jansen, Jan
- Jarcho, Gregor
- Jarl, Uwe
- Jaroslawski, Emelian E.
- Jaschke, Alois Rudolf Carl
- Jaurès, Jean
- Jedlicka, Gotthard
- Jefimov, A., und N. Freiberg
- Jellinek, Fritz
- Jellinek, Oskar
- Jenkins, Billy
- Jenssen, Otto
- Jerabek, H.
- Jerusalem, Else
- Jessel, Georg
- Jewreinow, Nikolai N.
- Jilemnický, Peter
- Jirásek, Alois
- Joerss, Cäsar
- Johann, Rump
- Johannsen, Ernst
- Johannsen, Karl
- Johannson, W. H.
- Johannson-Hegel, Ellinor
- Jokowlew, Jakob A.
- Jones, Frederick Elwyn
- Joos, Josef
- Jottka, Johannes
- Jouglet, René
- Jourdan, Vital
- Joux, Otto de
- Juchacz, Marie, și Johanna Heymann
- Juegelt, P.
- Jugow, Aron
- Jung, Franz
- Junga, A.
- Jungfer, Viktor
- Junius Romanus,
- Jurin, Sergej
- Just, Artur W.
- Just, Valentin

### K
- Kabaktschieff, Christian
- Kabel, Walter
- Kaczér, Illés
- Kaden, Hermann Walter
- Kaegi, Martha
- Kaempfe, Ernst
- Kaestner, Erich
- Kaff, Sigmund
- Kafka, Franz
- Kaganowitsch, Lazar M.
- Kahana, Moses
- Kahlenberg, Hans von
- Kahler, Erich
- Kahn, Ernst
- Kahn, Fritz
- Kaiser, Georg
- Kaiser, Hellmuth
- Kaiser, Margarete
- Kalán, Johannes Ev.
- Kaléko, Mascha
- Kalinin, M. I.
- Kallinikow, Josef
- Kallus, Hermann Käfer u. Wilhelm Katzenbeisser, Julius
- Kaminsky, Hans-Erich,
- Kammerer, Paul
- Kampe, Walter
- Kampffmeyer, Paul
- Kanehl, Oskar
- Kaniowski, M.
- Kanitz, Otto Felix
- Kansen, Arno
- Kantorowicz, Alfred
- Kantorowicz, Hermann
- Kaplan, Leo
- Kappeler, Ernst
- Karawajewa, Anna
- Karfeld, Kurt Peter
- Karlweis, Marta
- Karpow, Michail
- Karsch-Haack, F.
- Karsen, Fritz
- Karski, M.
- Kassil, Leo
- Kassvan, Israel
- Kataiev, Valentin
- Katt, Walter
- Katterfeld, Anna
- Katz, H. W.
- Katzenstein, Julius
- Katzenstein, Simon
- Kaufmann, L.
- Kaufmann, Michael
- Kaus, Gina
- Kautsky, Benedikt
- Kautsky, Karl
- Kautsky, Luise
- Kawerau, Siegfried
- Kegel, Max
- Kehler, Henning
- Kehnscherper, Gerhard
- Keiser, Ewald
- Keller, F. Paul
- Keller, Helen
- Kellermann, Bernhard
- Kempe, C. Richard
- Ken, H. J.
- Ken, Paul
- Kenn, Irmgard
- Kenworthy, J. M.
- Kerillis, Henri de
- Kerloew-Loewenstein, Kurt
- Kern, Kaethe
- Kernig, Wilhelm
- Kerr, Alfred
- Kersbergen, A. W.
- Kershenzew, Platon M.
- Kersten, Kurt
- Kessel, Joseph
- Kesser, Hermann
- Kessler, G.
- Kessler, Gerhard
- Kessler, Harry Graf
- Kesten, Hermann
- Keuchel, Johannes
- Keyserlingk, Botho von
- Kiefl, Franz Xaver
- Kienle, Else
- Kilian, Hans
- Kilian, Peter
- Kind, Alfred
- Kind, Alfred, u. Julian Herlinger
- Kind, Alfred, și Curt Moreck
- Kindler, Christian Heinrich
- King, Rufus
- Kirchmann, Stefan
- Kirchsteiger, Hans
- Kirkeby, Anker
- Kirow, Sergej
- Kirsch, Rudolf,
- Kirschon, W.
- Kisch, Egon Erwin
- Kisch, Enoch Heinrich
- Kiser, Georg
- Kisselew, A. S.
- Klaar, Eva
- Klaeber, Kurt
- Klaehn, Friedrich Joachim
- Klaje-Wenzel, Dorothea
- Klaren, Georg
- Klatskin, Jakob
- Klaus, Albert
- Klee, Paul
- Kleemann, Karl
- Klein, Fritz
- Klein, Melanie
- Kleinschmied, Oskar
- Klemm, Hans, u. Max Mielke
- Kley, Heinrich
- Klingler, Friedrich
- Klinke-Rosenberger, Rosa
- Klose, Fritz
- Klotz, Ernst
- Klotz, Helmut
- Klotz, Karl
- Klotz, Luise
- Kluehs, Franz
- Klujewa, W. N.
- Knab, Otto Michael
- Knauf, Erich
- Knief, Johann
- Knieper, Franz
- Knjasew, W.
- Knoch, W. J.
- Knoll, Ferdinand
- Kobayashi, Takiji
- Kobler, Franz
- Koch, Adolf
- Koch, Anton
- Koch, Josef
- Koch, Ludwig
- Koch, Oscar
- Kock, Paul de
- Koczian, Viktor von
- Koebel, Eberhard
- Koeberle, Adolf
- Koehler, Oswald
- Koenig, Alma Johanna
- Koenn, Josef
- Koeppen, Edlef
- Koerber, Heinrich
- Koerber, Lenka von
- Koerber, Lilli
- Koerber, Normann
- Koermendi, Franz
- Koerperschoenheit im Lichtbild. Dresden
- Koestenberger, Rudolf
- Koester, Karl
- Koestler, Arthur
- Koestlin, Hermann
- Koffler, Dosio
- Kohl, Aage von
- Kohn, Hans
- Koigen, David
- Kokoschka, Oskar
- Kolaroff, W.
- Kolb, Annette
- Kolb, Karl
- Kollenscher, Max
- Kollontay, Alexandra M.
- Kolman, E.
- Kolnai, Aurel
- Kolzow, Michail
- Kom, A. de
- Kon, Felix
- Kondor,
- Kongsback, Kaete
- Konradin,
- Konstanz,
- Kopp, Ernst
- Korell, D. K.
- Koren, Hans
- Korn, Karl
- Kornicker, Kurt
- Kornitzer, Kitty
- Kornmann, Ralf
- Korolenko, Vladimir
- Korsch, Karl,
- Kossarew, Alexander W.
- Kossior, S., u. P. Postyschew
- Kosyk, Mato
- Kothe, Wilhelm
- Kotschnig, Walter M.
- Kovač, Leopold
- Kracauer, Siegfried
- Kraemer, Theodor
- Krafft, Rudolf
- Kramer, Theodor
- Kranold, Albert
- Krantz, Paul
- Kraszewski, Jozef Ignacy
- Kratzel, Robert
- Kraus, Karl
- Kraus-Fessel, Meta
- Krause, Gerda
- Krauss, Friedrich Salomo
- Krautheim, Hannah
- Krawc, Bjarnat
- Kreglinger, Paul
- Kreibisch, Karl
- Kreisler, Fritz
- Krell, Max
- Kreppel, Jonas
- Kreuser, M.
- Kreutz, Rudolf Jeremias
- Kreutzer, Guido
- Kreybig, Karl
- Krille, Otto
- Krischanowski, Michail
- Krische, Paul
- Kriwitzki, M.
- Krofta, Kamil
- Kromer, Heinrich Ernst
- Kronach, Hermann,
- Kropotkin, Peter
- Krotsch, Franz
- Krshishanowski, G. M.
- Kruckow, C. A.
- Krueger, Franz
- Krupskaja, Nadezda K.
- Kruse, Bernhard
- Kruse, Iven
- Krylenko, Nikolai W.
- Krysa, V. J.
- Ku Hung-Ming,
- Kuba, Ludvik
- Kubin, Alfred
- Kubka, F.
- Kuczynski, Jürgen
- Kuehn, Ernst
- Kuehn, Willibald
- Kuehnelt-Leddihn, Erik Maria R. von
- Kuehner, August
- Kuenkel, Fritz u. Ruth
- Kuermann, Alfred
- Kugler, Ferdinand
- Kuh, Anton
- Kuibyschew, Valerian V.
- Kuiper, Frits
- Kummer, Ludwig u. Elfriede
- Kumpmann, Karl
- Kun, Béla
- Kundert, Alfred
- Kunschak, Leopold
- Kunz, Josef
- Kunz, Josef Laurenz
- Kunz, Josef,
- Kuprin, Alexander I.
- Kurt, Robert
- Kurth, Hans
- Kusnetzow, A.
- Kutter, Hermann
- Kuttner, Erich
- Kuusinen, Otto Wilhelm

### L
- L'Ill, Jean de
- La Boëtie, Etienne de
- Lackmann, Max
- Lackner, Stephan
- Laemmel, Rudolf
- Lafargue, Paul
- Laforgue, René
- Lagerkvist, Pär
- Lama, Friedrich Ritter von
- Lambert, Theodor
- Lamberty, Paul
- Lammers, Georg
- Lampe, Friedo
- Lampel, Peter Martin
- Lamprecht, Kurt
- Lamszus, Wilhelm
- Landa, M. M.
- Landauer, Gustav
- Landolt, Esther
- Landsberg, Paul L.,
- Landsberger, Artur
- Lang, Heinrich
- Lang, Johannes
- Lang, P.
- Lange, Erich
- Lange, Ernst
- Lange, Friedrich Albert
- Langenscheidt, Paul
- Langer, Georg
- Langer, M. D. Georg
- Langhoff, Wolfgang
- Langner, P.
- Langowoy, A.
- Lansbury, George
- Lapin, Boris
- Lark, Dietrich
- Laros, Matthias
- Laserstein, Botho
- Lask, Berta
- Lasker-Schueler, Else
- Lassalle, Ferdinand
- Lasswitz, Erich
- Last, Jef
- Latzko, Adolf Andreas
- Lauer, H.
- Laufenberg, Heinrich
- Laurence, Ernest
- Laurent, Emile
- Laurent, Emile, și Paul Nagour,
- Lawrence, David Herbert
- Lawrenz, Hans
- Lazarsfeld, Sofie
- Le Bourgeois, Ferdinand
- Le Mang, Erwin
- Leblond-Zola, Denise
- Lechler, Alfred
- Leder, Zenon,
- Lehmann, Ernst
- Lehmann, Lotte
- Lehmann, Otto
- Lehmann, C., și Parvus,
- Lehmann-Russbueldt, Otto
- Lehner, Friedrich
- Lehning, Curt Carl Adolf
- Leichter, Otto
- Leidmann, Eva
- Leinert, Martin
- Leipzig (Pseud.), Kurt
- Leitner, Emmy
- Lemm, Alfred
- Lemonnier, Camille
- Lengyel, Emil
- Lenhart, Ludwig
- Lenin, Wladimir Iljitsch
- Lenk, Emil
- Lennhoff, Eugen
- Lensch, Paul
- Lenz, Josef
- Leonhard, Rudolf
- Leonov, Leonid
- Leontjew, A.
- Lepére, Claire
- Lerbs, Karl
- Lerche, Leo
- Lernet-Holenia, Alexander
- Leska, Ceslaw
- Lessing, Theodor
- Leubuscher, Walter
- Leunbach, J. H.
- Leuss, Hans
- Leutersdorff, Fritz von
- Leuthold, Heinrich
- Levi, Paul
- Leviné, Eugen
- Levine, J. Don
- Leviné, Rosa
- Levy, Sarah
- Levy-Lenz, Ludwig
- Lewandowski, Herbert
- Lewin, Samuel
- Lewinsohn, Richard
- Lewis, Sinclair
- Lewisohn, Ludwig
- Leyst, Gerhard von
- Libedinsky, Jurij
- Lichnowsky, Karl Max
- Lichtenstaedter, Siegfried
- Lichtveld, Lou
- Lichtwitz, Leopold
- Lidin, Vladimir
- Lieb, Fritz
- Liebermann, Matjew
- Liebetreu, O.
- Liebknecht, Karl
- Liebknecht, Wilhelm
- Lieblich, Karl
- Liechti, Urs
- Liener, Josef
- Liepmann, Heinz
- Liepmann, Moritz
- Liepmann, Wilhelm
- Liesenfeld, P.
- Lilek, Emilian
- Linde, Heinrich
- Lindemann, Frido
- Lindemann, Walter u. Anna
- Linden, Jakob
- Lindsey, Benjamin Barr
- Lindsey, Benjamin Barr, u. Wainright Evans
- Linsert, Richard
- Lion, Ferdinand
- Lipinski, Richard
- Lipman, Nathan
- Lipp, Franz
- Lippay, Z.
- Lippmann, Jakob
- Lips, Eva
- Lissagaray, Hippolyte Prosper Olivier
- Lissmann, Paul
- Litwak, A.
- Litwinow, Maxim M.
- Liubow, Fedor
- Ljeonow, Nicolai
- Lloyd, J. William
- Loebel, Josef
- Loehndorff, Ernst Friedrich
- Loewe, Busso
- Loewenstein, Kurt
- Loewenstein-Wertheim-Freudenberg, Hubertus Prinz zu
- Loewith, Karl
- Loewy, Julius
- Loginow, Anatolij
- Lohmann, Johannes
- Lohmann, Richard
- Loisy, Alfred
- Lomonossoff, Jurij W.
- London, Jack
- Londres, Albert
- Loosli, C.A.
- Lopatin, F.
- Lorant, Stefan
- Lorbeer, Hans
- Lorenz-Zaleski, Jakob
- Lortzing, Johannes
- Losa,
- Losowsky, Alexander
- Lothar, Ernst
- Lothar, Rudolf
- Lotze, Heiner
- Louÿs, Pierre
- Lowitsch, Alfred
- Lubin, Alexander
- Ludecke, Kurt G. W.
- Ludendorff, Erich
- Ludendorff, Mathilde
- Ludwig, Emil
- Luedemann, Ernst
- Luetgebrune, Walter
- Luethi, Walter
- Luftig, Wilhelm
- Lukács György
- Lukjanow, Michael
- Lunatscharskij, Anatolij
- Lunau, Heinz
- Lundberg, Ferdinand
- Lungwitz, Hans
- Luschnat, David
- Lustig, Walter
- Lux, Heinrich
- Lux, Joseph August
- Luxemburg, Rosa
- Lyons, Eugène

### M
- Maass, Joachim
- Mac Cann, Alfred
- Machard, Alfred
- Machard, Raymonde
- Machlin, Boris
- Mackay, John Henry
- Macmillan, Mary
- Maeder, Robert
- Magre, Maurice
- Mahler, Elsa
- Mahraun, Artur
- Maiakovski, Vladimir
- Malaparte, Curzio
- Malek, Paul
- Malenki, A.
- Malinowski, Bronislav
- Malinowski, Stefan
- Malmberg, Bertil
- Malraux, André
- Maneles, Josef
- Manes, Georg
- Mann, Erika
- Mann, Heinrich
- Mann, Klaus
- Mann, Thomas
- Mann, Wilhelm
- Mannheim, Karl
- Mannheimer, Georg
- Mantegazza, Paul
- Manuilski, Dimitri S.
- Márai, Sándor și László Dormándi
- Marby, Friedrich
- Marchant, H. P.
- Marchionini, Karl
- Marchwitza, Hans
- Marck, Siegfried
- Marcu, Valeriu
- Marcus, Ernst
- Marcuse, Julian
- Marcuse, Ludwig
- Marès, Jolanthe
- Margitfalva, Vally von
- Margolis, P., H. Ritter u. Stella Seidler
- Margueritte, Paul
- Margueritte, Paul u. Viktor
- Margueritte, Paul și Viktor
- Margueritte, Victor
- Maria, Jaroslav
- Mariaux, Franz
- Marie Madeleine (Pseud.)
- Maritain, Jacques
- Markos, Gabriel
- Markosch, F.
- Markovic, S.
- Marnitz, Ludwig von
- Martens, Ernst
- Martens, Kurt
- Marti, Paul
- Martin, Kurt
- Martin, Peter
- Martschenko, D.
- Marty, André
- Martynow, Alexander
- Marx, Heinrich
- Marx, Hugo
- Marx, Karl
- Marx, Magdeleine
- Masereel, Franz
- Maslowski, Peter
- Matwejew, W.
- Mauclair, Camille
- Maurenbrecher, Max
- Maurer, Hans
- Maurice, Martin
- Maximilian, Josef
- Maxsein, Anton
- Maxwell, William Babington
- Mayer, Eduard
- Mayer, Gustav
- Mayer, Theodor
- Mayr, Kaspar
- Mazepa, Isaak
- Meerkatz, Albert
- Mehler, Frieda
- Mehnert, Klaus
- Mehring, Franz
- Mehring, Walter
- Mehringer, Friedrich
- Meiser, Hans
- Meisner, Helmut
- Melcer, Wanda
- Melchert, Willy
- Meller, Rose
- Melzer, Uto
- Mend, Hans
- Mendelssohn, Anja
- Mendelssohn, Peter
- Menne, Bernhard
- Mennicke, Carl A.
- Merin, Peter
- Merkenschlager, Friedrich
- Merkenschlager, Friedrich, u. Karl Saller
- Merrill, Frances u. Mason
- Merris, Violet A.
- Mertens, Carl
- Merz, Konrad
- Meshlauk, W. J.
- Messer, August
- Messner, Johannes
- Meth, Max J.
- Mette, Alexander
- Metzger, Helmut
- Metzler, Franz
- Mewes, Willy
- Meyenberg, Anna
- Meyenberg, E. C. Albrecht
- Meyer, Emil
- Meyer, Rudolf
- Meyer-Schwarzenbach, Paul
- Meyrink, Gustav
- Mičan, Vladimír
- Michael, Friedrich
- Michael, Otto
- Michael, Wilhelm
- Michaelis, Karin
- Michaelis, Paul
- Michaelis, Cassie, Heinz Michaelis u. W. O. Somin
- Michailow, N.
- Michel, Wilhelm
- Mickiewicz, Adam
- Mif, P.
- Migeon, Madeleine
- Mikojan, A. J.
- Mikulina, E. M.
- Milburne, George
- Milde, Hedwig S.
- Miles,
- Miles Ecclesiae (Pseud.),
- Miljutin, Wladimir Paul
- Miller, Anton van
- Minck, Friedrich M.
- Mindt, Th.
- Ming, Wang
- Minlos, B.
- Mirbt, Rudolf
- Mittelbach, Werner
- Mitteweider, Hans
- Mittler-Neuter, K.
- Moch, Gaston
- Moebus, Willy
- Moeller, Oskar M.
- Moellwitz, Gino Forst von
- Moerzinger, Johann
- Moeschlin, Felix
- Mohr, E.
- Mohr, Heinz
- Mohr, Max
- Mohrstein-Marx, Fritz
- Molder, Hendrik de
- Moll, Albert
- Molotow, W. M.
- Monka, Friedrich
- Montanara, Dino
- Montefiore, L. G.
- Morcinek, Gustav
- Moreck, Kurt
- Morf, Werner
- Mortane, Jacques
- Mosler, Alexander
- Most, Friedrich
- Most, Johann
- Moszkowski, Alexander
- Mot, Fina
- Motylewa, T.
- Motzer, Karl Albert
- Moudry, Karel
- Mounier, Emmanuel
- Mowrer, Edgar Ansel
- Mowrer, Lilian T.
- Muckermann, Friedrich
- Muckermann, Hermann
- Muckle, Friedrich
- Muehlbach, Ernst
- Muehle, Hans
- Muehlen, Norbert
- Muehlestein, Hans
- Muehlon, Wilhelm
- Muehsam, Erich
- Muehsam, Kreszentia
- Muehsam, Kurt
- Mueller, Albert
- Mueller, Arthur
- Mueller, Artur
- Mueller, Christian
- Mueller, Emil
- Mueller, Emil Reinhard
- Mueller, Erich
- Mueller, Gustav
- Mueller, Hertha
- Mueller, Jacques
- Mueller, Joachim
- Mueller, Johannes
- Mueller, Johannes Martin
- Mueller, Nikolaus
- Mueller, Oskar
- Mueller, Otto
- Mueller, Richard
- Mueller, Robert
- Mueller, Sven von
- Mueller, Walter
- Mueller(-Braunschweig), Karl
- Mueller(-Franken), Hermann
- Mueller-Ahremberg, Ernst
- Mueller-Kersting, R.
- Mueller-Lehning, Arthur
- Mueller-Lyer, Franz
- Mueller-Zollstock, Moritz
- Muenter, Jakob
- Muenzenberg, Wilhelm
- Muenzer, Kurt
- Muenzer, Michael
- Muerer, Niels J.
- Mumm, Giselher
- Mungenast, Ernst Moritz
- Munin, Walter
- Mura (Pseud.),
- Murray, Gilbert
- Musil, Robert
- Mylius, E.

### N
- Naab, Ingbert
- Nagler, H.
- Nagler, Max
- Naphtali, Fritz
- Nassauer, Max
- Nassauer, Siegfried
- Natale, Felice
- Nathusius, Annemarie von
- Natonek, Hans
- Naumann, Max
- Nauta, Rudolf
- Nawiasky, Hans
- Neef, Theo Paul
- Nefzaui, Cheikh
- Nelepin, A.
- Nelius, Alfred
- Nelken, Sigmund
- Nelson, Heinrich
- Nelson, Leonhard
- Nemilow, Antoni W.
- Nemo (Pseud.),
- Nenni, Pietro
- Netzband, Georg
- Neubauer, Paul
- Neubauer, Th.
- Neuberg, A.
- Neuberger, Josef
- Neufeld, Siegbert
- Neukrantz, Klaus
- Neumann, Alfred
- Neumann, Heinz
- Neumann, Karl
- Neumann, Margarete
- Neumann, Martin
- Neumann, Robert
- Neurath, Otto
- Newerow, Alexander
- Newski, W. J.
- Neye, Karl
- Nick Carter, Amerikas grösster Detektiv. Bd 8
- Nicolai, Georg Friedrich
- Nicolas, Peter
- Niederlechner, Georg
- Niedermeyer, Albert
- Niekisch, Ernst
- Nielsen, Fritz Walter
- Nikitina, Ekatarina D.
- Nikolajew, A.
- Nikulin, Leo
- Nippold, Otfried
- Nissen, Benedikt Momme
- Nitti, Francesco
- Noack, Ulrich
- Noack, Victor
- Nobel, Alphons
- Nobs, Ernst
- Noelting, Erik
- Noetges, Jakob
- Nold, Richard Hermann
- Nolden, Arnold
- Nonveiller, Heinz
- Norbert, Willy
- Nordli, Ragnar
- Norelli, Peter
- Noske, Gustav
- Nouissimbaum, Leo
- Novicow, Jacques
- Nowak, Josef
- Nowak, Karl Friedrich
- Nowikow-Priboi, Aleksei
- Nowikow-Priboi, Aleksei, P. G. Nisowoi u. J. Rachillo
- Nuernberg, Rolf
- Nuernberger, Edmund
- Nussbaum, Anna

### O
- O'Flaherty, Liam
- Oberschilp, Friedrich
- Oberth, Friedrich Eduard
- Odermatt, Franz
- Odojewzew, Irina
- Oehler, Anna
- Oehme u. Kurt Caro, Walter
- Oehring, Richard
- Oehrlein, Ernst
- Oelbermann, Rudolf
- Oelbermann u. Walter Tezlaff, Karl
- Oerter, Fritz
- Oesterwitz, Hermann
- Offergeld, Heinrich
- Ognjew, Nikolaj
- Ohrtmann, Johann
- Oistros,
- Olberg, Oda
- Olden, Balder
- Olden, Rudolf
- Olesch, Reinhold
- Oleschna, Jurij
- Ollenhauer, Erich
- Olsson, Hagar
- Oppeln-Bronikowski, Friedrich v.
- Oppenheimer, Eugen H.
- Oppenheimer, Franz
- Oppenheimer, Friedrich
- Ordshonikidse, S.
- Orel, Anton
- Ormesson, Wladimir d',
- Osswald, Lena
- Ostwald, Hans
- Ott, August
- Otten, Karl
- Otto, Karl August Gottlob
- Otto, Luise
- Otto, Max
- Otto, Ernst, u. Max Anton,
- Otto-Walster, A.
- Ottwalt, Ernst

### P
- Pachaly, Paul
- Padmore, George
- Paehlke-Weishaar, Kurt
- Paessens, Maria
- Paetel, Karl Otto
- Paffrath, Tharsicius
- Paillot, Fortuné
- Pajalin, N.P.
- Paneth, Philipp
- Panferow, Fedor
- Panhans, Ernst
- Panin, Ivan
- Pankok, Otto
- Pannekoek, Anton
- Pantelejew, Leonid
- Papke, Käthe
- Parell, Ernst
- Parent-Duchatelet, A. J. B.
- Parmelee, Maurice
- Paschukanis, J.
- Pasley, Fred D.
- Pata, Josef
- Paul, Eduard
- Paul, Ewald
- Paul, H.
- Pauli, Hermann
- Pauli, Hertha
- Paustowski, Konstantin
- Pawlenko, Pjotr
- Payer, Friedrich
- Pechacek, Josef
- Peeters, Fl. J. P.
- Perckhammer, Heinz von
- Perenna, L.
- Perez, Oktavio
- Pernot, Maurice
- Perroux, François
- Perry, Leo
- Persius, Lothar
- Pert, Camille
- Pertinax (Pseud.)
- Pertschik, L.
- Peter, Karl
- Petermann, Josef
- Peters, Hugo
- Petersen, Jan
- Petersen, Jes
- Peting, Reinhold
- Petroff, Peter and Irma
- Petronius, Arbiter Titus
- Petzler, Johann
- Pfaff, Karl
- Pfatschbacher, Hermann
- Pfauówna, Sofia, și Stanislaus Rossowski
- Pfeiffer, Max
- Pfemfert, Franz
- Pfenningsdorf, Emil
- Pfister, Oskar
- Pfleger, Karl
- Philip, André
- Philipp, Rudolf
- Philippe, Charles Louis
- Piechowski, Paul
- Pieck, Wilhelm
- Pierre, André
- Piesch, Herma
- Pijet, Georg W.
- Pilnjak, Boris A.
- Pincus, Erich
- Pinkert, Ernst Friedrich
- Pinkow, Hans Wilhelm
- Pinner, Felix
- Pinsk, Johannes
- Pinsker, Leon
- Pinthus, Kurt
- Piscator, Erwin
- Pitcairn, Frank
- Pitigrilli,
- Pjatnitzki, Osip
- Placzek, Siegfried
- Plaettner, Karl
- Planwirtschaft, Die sozialistische ~ in der Sowjetunion. Moscova
- Platz, Wilhelm
- Plechanow, Georg V.
- Plivier, Theodor
- Pogany, Josef
- Pogossow, A.
- Pohl, Gerhart
- Pohle, Ludwig
- Pokrowski, Michail N.
- Pol, Heinz
- Polano, Luigi
- Polgar, Alfred
- Policky, Kamillo
- Pollak, Emil
- Pollatscheck, Gustav
- Polles, Henri
- Pollock, Friedrich
- Polzer, Wilhelm
- Ponomarew, B.
- Popov, Aleksandr S.
- Popow, Nikolai N.
- Popp, Adelheid
- Poritzky, J. Elias
- Pose, F., E. Matte u. E. Wittenberg
- Possendorf, Hans von
- Postyschew, P.
- Poukar, Raimund
- Prag,
- Prager, Eugen
- Preczang, Ernst
- Prehn von Dewitz, Hans
- Preisser, Oswald
- Prellwitz, Gertrud
- Preuss, Hugo
- Priacel, Stefan
- Pribilla, Max
- Price, Morgan Philips
- Priester, Hans-Erich,
- Proeger, Willy
- Prokofjew, W. W.
- Przyborowski, Walery
- Pudor, Heinrich
- Puehrer, Rudolf
- Puettmann, Eduard Oskar
- Pupp, Julius
- Putti, Eugen
- Putz zu Adlersthum, Anton

### Q
- Quanter, Rudolf
- Queri, Georg
- Quidde, Ludwig
- Quiros, C. Bernaldo de, și J. M. L. Aguilaniedo

### R
- Rabener, Johann
- Rabenhorst, Max
- Rabinowič, Salom
- Rabitsch, Rudolf
- Radbruch, Gustav
- Radek, Karl
- Radszuweit, Friedrich
- Radt, Martin
- Radvanyi, Netty
- Radyserb, Jan
- Raedt-de Canter, Eva
- Ragaz, Klara
- Ragaz, Leonhard
- Rager, Fritz
- Rainer, Walter
- Rajewska von Weiher, Ruth
- Rakos, Jörgen
- Rambeck, Josef
- Ramuz, Charles Ferdinand
- Rasch, Gustav
- Rathenau, Walther
- Ratzka, Klara
- Rau, Hans
- Rau, Israel
- Rauch, Wendelin
- Rauth, Otto
- Rautmann, Carl
- Redier, Antoine
- Redo, C
- Reed, Douglas
- Reed, John
- Reese, Maria
- Regius, Heinrich
- Regler, Gustav
- Rehwaldt, Hermann
- Reibnitz, Kurt Frh. von
- Reich, Annie
- Reich, Wilhelm
- Reichel, Joachim von
- Reichenberger, Emanuel
- Reichinstein, David
- Reichstein, Herbert
- Reicke, Ilse
- Reifenberg, Elise
- Reik, Theodor
- Reimann, Günther
- Reimann, Hans
- Reimer, Eduard
- Reimes, Wilhelm
- Reinhard, Ernst
- Reinhard, Hans
- Reinhard, Wilhelm
- Reinisch, Leo
- Reinsch, Hans
- Reinwaldt, Johannes
- Reissner, Larissa
- Reist, Werner
- Reitmann, Gustav
- Reitzenstein, Ferdinand Frh. von
- Remarque, Erich Maria
- Remmele, Adam
- Remmele, Hermann
- Renald, Benno
- Renard, Albert
- Renée, Gaston
- Renn, Ludwig
- Renner, Karl
- Renner, Paul
- Rentner, Edbert
- Repkow, Eike von (Pseud.),
- Rétif de la Bretonne, Nicolas
- Reupke, Hans
- Reusner, Michael von
- Révész, Imre
- Revetzlow, Karl
- Reymond, Moritz von
- Reynold, Gonzague de
- Reynoso, Marquis Francisco de
- Rheine, Th. v.
- Rheinlaender, Ernst
- Richter, Alfred
- Richter, Eugen
- Richter, Friedrich
- Richter, Georg
- Richter, Justin
- Richter, Martin
- Richter, P.
- Richter, Trude
- Richter-Reichhelm, Walter
- Riebold, Fritz
- Riedel, Hans
- Riedinender, Egon
- Riedrich, Otto
- Rieger, Paul
- Riehl, Augusto
- Riemann, Henriette
- Riemann, Robert
- Riepekohl, Wilhelm
- Riese, Herta
- Rifat Bey, Cevat
- Rigel, Robert
- Ringelnatz, Joachim
- Rintelen, Captain von
- Riss, Peter
- Ritter, Hans
- Ritter-Bern, Wolf
- Rivers, W. C
- Robert, Friedrich
- Robert, Paul A.
- Roberti, F.
- Roberts, Franz
- Roberts, Helmuth
- Roberts, Stephen H.
- Robertson, John Mackimon
- Robitschek, Kurt
- Robitsek, Alfred
- Robl, Franz
- Roche, Karl
- Rock, Christa Maria, u. Hans Brückner
- Rocker, Rudolf
- Rode, Walter
- Rodenberg, Elisabeth
- Rodenstein, Ferdinand
- Rodin, A.
- Roeckel, August
- Roeckh, Otto
- Roehm, Ernst
- Roellig, Ruth Margarete
- Roenneke, Rolf
- Roh, Franz, u. Jan Tschichold,
- Rohan, Karl Anton
- Rohleder, Franz
- Rohleder, Hermann
- Rohmer, Hans
- Rohmer, Sax
- Roland-Holst van der Schalk, Henriette
- Rolland, Romain
- Rombach, Curt
- Rombach, Otto
- Ronai, Armin
- Ronge, Max
- Roosevelt, Franklin D.
- Rosanow, Sergej
- Roscher, Heinz
- Rose, Alfons Waldemar
- Rose, Pascal
- Rosen, Erwin
- Rosenbaum, Eduard
- Rosenberg, Arthur
- Rosenberg, J.
- Rosenberg, Maximilian
- Rosenberger, Erwin
- Rosenfeld, Fritz
- Rosenfeld, Kurt
- Rosenhayn, Paul
- Rosenow, Emil
- Rosenthal, Alfred
- Rosenthal, Wilhelm
- Rosinkiewicz, Kazimierz
- Rossel, Theophil
- Rossen,
- Rossi, Carlo
- Rost, Hans
- Rotach, Robert
- Roth, Cecil
- Roth, Eugen
- Roth, Joseph
- Rothenfelder, Franz
- Rothermel, Alexander
- Rothhart, Helene
- Rotten, Elisabeth
- Rougemont, Denis de
- Rowan, Richard W.
- Roy, Manabendra Nath
- Ruben-Wolf, Martha
- Rubiner, Frida
- Rubiner, Ludwig
- Rubinstein, Alexander
- Rubinstein, Leo
- Rubinstein, Modest
- Rubinstein, Sigmund
- Rudas, L.
- Rudel, Paul
- Rudolf, A.
- Rudolf, N.
- Rudolph, Hermann
- Ruedolf, Richard
- Ruehl, Hugo
- Ruehle, Otto
- Ruehle-Gerstel, Alice
- Ruesche, Franz
- Ruin, Hans
- Rumjanzew, P., u. S. Friedmann,
- Rump, Johann
- Rundt, Arthur
- Runes, Dagobert
- Rupfer, Xaver
- Rupp, Rupert
- Rutgers, J.
- Rutherford, John Frédérick
- Rutz, Hans
- Rydel, Lucjan
- Ryklin, G.
- Ryssakow, P. M.

### S
- Saager, Adolf
- Sacher-Masoch, Leopold von
- Sachse, Willy Richard
- Saettler, Franz
- Sagsmann, Hanns
- Sahl, Hans
- Saitschick, Robert
- Saizew, Wladimir
- Salardenne, Roger
- Salgari, Emilio
- Salier, Karl
- Salomon, Berthold Jacob
- Salomon, Gottfried
- Salten, Felix
- Salvadri,
- Salvioli, Guiseppe
- Sander, Martin Christian
- Sanger, Margaret
- Sannwald, Adolf
- Sanzara, Johanna
- Sanzara, Rahel
- Sarasin, Philipp
- Saslawski, D.
- Sassnick, Otto
- Satow, Louis
- Sauer, Willi
- Sauerland, Kurt
- Sauerlandt, Max
- Saussay, Victorien de
- Sawaty,
- Sawinkow, Boris
- Scanzoni, Gustav von
- Schaarschmidt, Karl Willy
- Schaber, Will
- Schacher, Gerhard
- Schaefer, Albert
- Schaefer, Wilhelm
- Schaeffer, Julius
- Schaeffle, Albert
- Schaeffler, Michael
- Schaginian, Marietta
- Schall, Eduard
- Schalldach, Elisabeth
- Schapitz, Willy
- Schapke, Richard
- Schapowalow, Aleksandr S.
- Schardt, Alois
- Scharfenberg, Hermann
- Scharrer, Adam
- Schaumjan, S.
- Schaxel, Julius
- Schay, Rudolf
- Scheda, Franz
- Scheer, Maximilian
- Scheerbart, Paul
- Scheicher, Gerhard
- Scheidemann, Philipp
- Schein, A.
- Scheitel, Ernst
- Schelling, Martin
- Schenk, Joh.
- Schenk, Walter
- Schermann, Rafael
- Scherret, Felix
- Scheu, Andreas
- Scheuer, Oskar, u. Otto Soyka,
- Scheunemann, Walter
- Schick, Friedrich
- Schickele, René
- Schidlof, Berthold
- Schidrowitz, Leo
- Schiebold, Rolf
- Schievelkamp, Max
- Schiff, Victor
- Schilin, Georgij
- Schiller, Paul
- Schinkel, Helmut
- Schippel, Max
- Schirokauer, Alfred
- Schirokauer, Arno
- Schjelderup, Kristian
- Schlagzu, Michel (Pseud.)
- Schlamm, Willi
- Schlatter, Adolf
- Schlegel, Josef Carl
- Schlenker, Ernst
- Schlesinger, Martin Ludwig
- Schlesinger, Paul
- Schlesinger, Therese
- Schlichtegroll, Karl Felix von
- Schlichter, Rudolf
- Schloegel, Julius Fedor
- Schloemp, Felix
- Schlucks, Adolf
- Schluenz, Friedrich
- Schmeidler, Heinz
- Schmid, Arthur
- Schmid, Fred
- Schmid, Heinz
- Schmid-Ammann, Paul
- Schmidt, Eleonore
- Schmidt, Hans
- Schmidt, Harry
- Schmidt, Heinrich
- Schmidt, Karl
- Schmidt, Konrad
- Schmidt, Oskar
- Schmidt, Richard
- Schmidt, Robert Renato
- Schmidt, Wilhelm
- Schmidt, Willy
- Schmidt-Adebar, Carl Friedrich
- Schmidt-Heinze, Hilde
- Schmidt-Pauli, Edgar
- Schmiedchen, Johannes
- Schmitt, Eugen Heinrich
- Schmitt, Heinrich
- Schmitt, Karl
- Schmittler, Peter
- Schmitz, Alexander
- Schmitz, Karl
- Schneider, Albert
- Schneider, Emile
- Schneider, Herbert
- Schneider, Josef
- Schneider, Josef Bernhard
- Schneider, Max
- Schneider, Sascha
- Schneider-Schelde, Rudolf
- Schneiderfranken, Josef Anton
- Schnell, Eugen
- Schneller, Ludwig
- Schnellpfeffer, Jacobus
- Schnitzler, Arthur
- Schnur, Peter
- Schoeler, Hermann
- Schoenaich, Paul Frh. von
- Schoenau, Alexander
- Schoene, Alfons
- Schoenheim, Josef
- Schoenherr, Johannes
- Schoening, Paulinus
- Schoenlank, Bruno
- Schoenstedt, Walter
- Scholl, Paul
- Scholochow, Michail
- Scholtis, August
- Scholz, Erich
- Schor, Ives Eusebius
- Schotman, A.
- Schotthoefer, Fritz
- Schowalter, August
- Schramek, Thomas
- Schramm, C. A.
- Schramm, Wilhelm von
- Schreder, Stefan
- Schreiber, Andreas
- Schritte, Fünfzehn eiserne ~. Ein Buch der Tatsachen aus d. Sowjetunion. Berlin
- Schroeder, Berthold
- Schroeder, Christel Matthias
- Schroeder, Karl
- Schroeder, Walter
- Schroeder-Devrient, Wilhelmine
- Schroeteler, Josef
- Schrott, Andreas
- Schubart, Walter
- Schuecking, Lothar Engelbert
- Schuecking, Walter
- Schueller, Richard
- Schuetky, Karl
- Schuetz, Paul
- Schuetzinger, Hermann
- Schuh, Friedrich
- Schuler, D.
- Schult, Johannes
- Schulte-Vaarting, Hermann
- Schulten, Emil
- Schultze-Pfaelzer, Gerhard
- Schulz, Ernst
- Schulz, Franz
- Schulz, Heinrich
- Schulz, Hugo
- Schulz, Wilhelm
- Schulz, Wilhelm, și Karl Welker,
- Schulze-Boysen, Harro
- Schumacher, Henny
- Schumacher, Joachim
- Schuman, Frederick L.
- Schumann, Alfred
- Schumann, Georg
- Schuschnigg, Kurt
- Schuster, Franz, u. Franz Scharcherl
- Schuwajew, K. M.
- Schwab, Anton
- Schwab, Sepp
- Schwantje, Magnus
- Schwartz, Richard
- Schwarz, Engelbrecht
- Schwarz, Hans
- Schwarz, Karl
- Schwarzhaupt, Elisabeth
- Schwarzkopf, Rudolf
- Schwarzmann, Karl
- Schwarzschild, Leopold
- Schwechten, Eduard
- Schweichel, Robert
- Schweinitz, Hellmut von
- Schwernik, Nikolaj M.
- Schweyer, Franz
- Schweyer, Josef
- Schwitters, Kurt
- Scott, Franz
- Seber, Max
- Sebottendorff, Rudolf von
- Seeger, Ernst
- Seehof, Arthur
- Seelhoff, Paul
- Seeliger, Ewald Gerhard
- Segal, Louis
- Seger, Gerhart
- Segerer, Sebastian
- Segesser, Anton Philipp von
- Seher, Karl
- Seibert, Friedrich
- Seidel, August
- Seidel, Robert
- Seiden, Rudolf
- Seidler, Ange
- Seidler, Stella, P. Margolis u. E. Ritter
- Seidlin, Oskar
- Seiffert, Konrad
- Seiinger, Berta
- Seinius, Ignas
- Seitz, Josef Michael
- Seitz, Robert, u. Heinz Zucker
- Sejfullina, Lydia
- Seldt, Alexander von
- Seligo, Hans
- Selinger, Berta
- Selke, Rudolf
- Sellenthin, Carl
- Semaschko, Nikolaj A.
- Semerau, Alfred
- Semmler, Karl
- Sender, Ramón Julio
- Senski, Oskar
- Serbin, Johann
- Sergejew, A.
- Sering, Max,
- Sernau, Felix
- Serner, Walter
- Serno-Solowiewitsch, A.
- Serrarens, Petrus
- Serson, Hans
- Seton-Watson, Robert W.
- Severing, Karl
- Seydewitz, Max
- Sforza, Carlo
- Shdanow, A. A.
- Shuster, George N.
- Siber, Karl
- Sidorow, S.
- Sidow, Max
- Sieberer, Anton
- Sieburg, Friedrich
- Siefken, Franz
- Siegfried,
- Siemsen, Anna
- Siemsen, Hans
- Sieper, Bernhard
- Sills-Fuchs, Martha
- Silone, Ignazio
- Silva-Tarouca, Amadeo
- Silva-Tarouca, Vinzenz
- Simon, Adolf
- Simon, F. B.
- Simon, Helene
- Simon, O. K.
- Simon, Paul
- Simonds, Frank Herbert
- Sinclair, Upton
- Singer, Erich
- Sinowjew, Georg
- Sinsheimer, Hermann
- Sinsheimer, Hermarm
- Sinzheimer, Hugo
- Siodmak, Kurt
- Sirius (Pseud.),
- Skomorowski, D. J.
- Skowronnek, Richard
- Slang, Fritz
- Slekow, Gustav
- Slekow, Ria
- Smedley, Agnes
- Smilg-Benario, Michael
- Smirnoff, Nikolai G.
- Smirnowa, Nina
- Smith, Helen Zenna
- Smulders, Johannes N. J.
- Snessareff, Nikolai V.
- Sobottka, Gustav
- Sochaczewer, Hans
- Soffner, Heinrich
- Sokolow, W. N.
- Sokolsky, Georg E.
- Sollmann, Wilhelm
- Sologub, Fedor
- Solowjew, Wladimir
- Solsky, Watzlav
- Sommer, Bruno
- Sommer, Ernst
- Sommer, Walter
- Sommerfeld, Adolf
- Sonderegger, René
- Sondermann, Hermann
- Sonnemann, Emil
- Sonnenfeld, Kurt
- Sonnenschein, Hugo
- Sorin,
- Sorrel, Kurt
- Sosnowski, Leo S.
- Souchy, Augustin
- Soulié de Morant, George
- Soupault, Philippe
- Souveur, St.
- Spaan, Heinrich
- Spahn, Hans
- Specht, Minna
- Speyer, Wilhelm
- Spielhagen, Franz
- Spindler, C
- Spinner, Jakob Richard
- Spitz, Ernst
- Spivak, John L.
- Spoerri, Samuel
- Springer, Brunold
- Springer, Jenny
- Springer, Max
- Staatsanwalt höre,
- Stadtler, Eduard
- Staegemann, Georg,
- Staeubli-Lutz, Johann Heinrich
- Stahl, Herbert
- Stalin, Josif Vissarionovič
- Stallmann, Heinrich
- Stallmann, Martin
- Stamm, Karl
- Stampfer, Friedrich
- Stanislawska, A.
- Stankoff, N. A.
- Starhemberg, Ernst Rüdiger
- Stawski, Wladimir
- Stechert, Kurt
- Steed, Wickham
- Steel, Johannes
- Stefan, Paul
- Stefan, Priacel
- Steffen, Augustyn
- Stegmann, Carl
- Stegmann și C. Hugo, Carl
- Steiger, Willy
- Stein, Hans Wilhelm
- Stein, Walter Johann
- Steinberg, A. S.
- Steinberg, Jishaq Nahamān
- Steinberg, Salomon D.
- Steinberger, N.
- Steinemann, Eugen
- Steiner, Rudolf
- Steiner-Jullien, Josef
- Steinfeld, Justin
- Steingiesser, Ferdinand
- Steinhardt, Julius
- Steinhauer, Gustav
- Steinhausen, Hermann
- Steininger, A.
- Stekel, Wilhelm
- Steklow, Georg
- Stenbock-Fermor, Alexander Graf
- Stephan, Gunar Conrad
- Stepun, Fedor
- Stern, Bernhard
- Stern, Josef Luitpold
- Stern, Maurice Reinhold von
- Sternberg, Fritz
- Sternheim, Karl
- Stettenheimer, Ernst
- Stevenson, Robert Louis
- Stezki, A.
- Stilgebauer, Edward
- Stillich, Oskar
- Stockham, Alice
- Stockham, Alice, u. Heinrich Bernhard Fischer
- Stoecker, Helene
- Stoelting, Walter
- Stoiber, Josef
- Stolze, Alfred Otto
- Stolzmann, Rudolf
- Storfer, Adolf Josef
- Storost, Wilhelm
- Stowe, Leland
- Strachota, Josef
- Strachwitz, Curt von
- Stramm, August
- Strasser, Charlot
- Strasser, Nadja
- Strasser, Otto
- Stratil, Karl
- Straub, Oswald
- Strauss, Eberhard
- Strauss, Emil
- Strehla, Curt von
- Striemer, Alfred
- Stritter, Paul
- Stroebel, Heinrich
- Stroh, Heinz
- Strohm, Heinrich
- Strong, Anna Louise
- Strong, Pitt
- Struve, Carola
- Struve, Gustav, și Gustav Rasch
- Stuessi, August
- Stumpf, Richard
- Sturm, Walter
- Sturmthal, Adolf
- Sturzenegger, Karl
- Stutschka, P.
- Sueskind, Wilhelm
- Suhr, Otto
- Suhr, Werner
- Sun Yat Sen,
- Suttner, Bertha
- Sydow, Eckart von
- Sydow, Herbert von
- Sylvester, Erich
- Szántó, Bela
- Szilagyi, Andreas
- Szittya, Emil

### T
- Tabouis, Geneviéve
- Tacitus redivivus
- Taenzler, Fritz
- Tagger, Theodor
- Taischin, M. J., și F. F. Koslow,
- Talmage, James Edward
- Tan Ping Schan,
- Tanin, O., u. E. Yohann,
- Tarassow-Rodionow, Alexander
- Tatarowa, A.
- Tegen, Eugen von
- Teklenburg, G. H.
- Terentjew, N.
- Tesarek, Anton
- Teslin, Elisabeth
- Tessan, Francois de
- Testis, Ernst
- Tetens, Fritz T. H.
- Tetzner, Lisa
- Teulon, P. N.
- Teusch, Josef
- Thaelmann, Ernst
- Thal, Wilhelm
- Thaller, Leopold
- Thauss, Arno
- Theek, Bruno
- Theilhaber, Felix Aaron
- Thesing, Curt
- Theunissen, Gert H.
- Thiele, Walter
- Thieme, Karl
- Thierbach, Hans
- Thiesbuerger u. Heinrich Burhenne, Ewald
- Thiess, Frank
- Thiess, Frank,
- Thoma, Richard
- Thomas, Adrienne
- Thomas, Alexander
- Thomas, Christa
- Thomas, J.
- Thommen, Elisabeth
- Thorez, Maurice
- Thormann, Werner E.
- Thrasolt, Ernst
- Tichauer, Theodor
- Tichauer, Theodor, u. Walter Friedländer
- Tillgner, Erna
- Tischert, Hans
- Titayna,
- Tobler, Max
- Tobler-Christinger, Minna
- Tokunaga, Naoshi
- Toller, Ernst
- Topf, Erwin
- Torberg, Friedrich
- Tovote, Heinz
- Traber, Alfred
- Traenker, Heinrich
- Trang, Korang
- Traven, Bruno
- Traz, Robert de
- Trease, Geoffrey
- Trebitsch, Siegfried
- Trefzger, Hermann
- Tress, Josef
- Tressal, Robert
- Tretjakow, Sergej Michajlovič
- Troizki, J. J.
- Troll-Borostyani, Irma v.
- Trotzki, Leo
- Trubert, Franz
- Tschachotin, Sergej
- Tscharmann, Georg
- Tschemodanow, W.
- Tscherewanin, A.
- Tschetwerikow, Dmitrij
- Tschitscherin, G. V.
- Tschukowski, Kornej
- Tschumandrin, Michael F.
- Tschuppik, Karl
- Tuchatschewski, M. N.
- Tucholski, Kurt
- Tuegel, Otto Tetjus
- Tuerk, Werner
- Tureck, Ludwig
- Turel, Adrien
- Tync, Stanislaw, Josef Golabek u. J. Duszynska,
- Tynjanow, Jurij N.
- Tyszka, Karl

### U
- Ude, Johannes
- Uebel, Otto
- Ufer, Robert Alfred
- Uhde, Wilhelm
- Uhlemayr, Benedikt
- Uhse, Bodo
- Ular, Alexander
- Ulbrich, Hanna
- Ulbrich, Martin
- Ulbricht, Walter
- Ulimann, Hermann
- Ulitz, Arnold
- Umanskij, Konstantin
- Umfrid, Otto
- Ungar, Hermann
- Unger, Wilhelm
- Ungewitter, Richard
- Unglaub, Bernd
- Unruh, Friedrich Franz
- Unruh, Fritz von
- Unterlechner, Franz Xaver
- Untermann, Ernst
- Unus (Pseud),
- Urban, Milo
- Urbanitzky, Grete von
- Urbantschitsch, Rudolf
- Uzanne, Octave
- Uzarski, Adolf

### V
- Vagts, Alfred
- Vahlteich, Julius
- Vaillant-Couturier, Paul
- Vajtauer, Emanuel
- Val, Mary
- Valayer, Paul
- Valdagne, Pierre
- Vanderbilt, Astor
- Vandervelde, Emile
- Vanek, Karl
- Vanselow, Karl
- Vard, Philipp de
- Varga, Eugen
- Vargas Vila, José Maria
- Vašek, Vladimir
- Vaucher, C. F.
- Vautel, Clement
- Vavra, Jaroslav
- Veiter, Theodor
- Velde, Theodor Hendrik van de
- Veras (Pseud.),
- Veridicus,
- Veriphantor,
- Verow, N. E.
- Vèrtes, Marcel
- Verweyen, Johannes Maria
- Verworn, Max
- Victor, Walter
- Viehweg, Rudolf
- Vierath, Willy
- Viereck, Georg Sylvester, u. P. Eldridge
- Vigilant,
- Vigny, Benno
- Viktorow, S., u. N. Chalchin,
- Villard, Marcel
- Villiers de l'Isle-Adam, Auguste de
- Villiod, Eugen
- Virgans, Jean de
- Vischer, Wilhelm
- Vliet, C. J. van
- Vlitzliputzli (Pseud.),
- Voegeli, Adolf
- Voegelin, Erich
- Voelkl, Hans
- Vogel, Bruno
- Vogel, Heinrich
- Vogel, Traugott
- Vogeler, Heinrich
- Vogl, Karl
- Vogler, M.
- Vogt, Karl
- Vogt, Karl Anton
- Vogt, Otto
- Voigt, Karl
- Voigt, Friedrich Adolf, u. Margaret Goldsmith
- Volger, Bruno
- Volger, Bruno,
- Volkart, Otto
- Volker, Rolf
- Volkmann, Georg,
- Vollert, Stephan
- Volpert, Assumpta
- Vorlaender, Karl
- Vorspel, Fritz
- Vortmann, Th.
- Vries, Theun de
- Vuilleumier, John Frederic

### W
- Wachsman, Z. H.
- Wachter, Wilhem
- Waechter, Michael
- Waerland, Are
- Wagemann, Ernst
- Wagener, Otto
- Wagler, Paul
- Wagner, Hans
- Wagner, Helmut
- Wagner, J.
- Wagner, Luise
- Wagner, Richard
- Wahrmund,
- Waksow, Viktor
- Walbold, Dietliebe
- Walcher, Jakob
- Wald, E. (Pseud.),
- Walden, Herwarth
- Walinsky, Louis
- Wallisch, Koloman
- Wallon, Henri
- Walter,
- Walter, Bruno
- Walter, Emil J.
- Walter, Fritz Anton
- Walter, Georg
- Walter, Schuecking
- Walthier, Adolphe
- Waltz, Max
- Walzel, Clemens von
- Walzthaenig, Hugo
- Wanderscheck, Hermann
- Wandt, Heinrich
- Wangen, Felix Leopold
- Wangenheim, Gustav von
- Wanke, Georg
- Wańkowicz, Melchior
- Wardin, Iwan
- Warlitz, Ernst
- Warnorff, J. S.
- Warschatka, Wilhelm
- Warski, A.
- Wartberg, Lya
- Waśniewski, Jan
- Wassermann, Jakob
- Wassilewski, J. W.
- Wassiljew, Aleksei T.
- Wassiljew, B.
- Wassilko-Serecki, Zoë
- Wasylewski, Stanislaus
- Watter, Helene von
- Waxweiler, Emil
- Weber, Alexander Otto
- Weber, Hermann
- Weber u. C. Wel, h.
- Weber, H., u. C. Wel,
- Wechmar, Irnfried von
- Wecker, Fritz
- Weckerle, Eduard
- Wedderkop, Hans von
- Wedemeyer, Rudolf
- Wegner, Armin Theophil
- Wehberg, Hans
- Wehle, Gerhard F.
- Weichsel, Ewald
- Weidle, Wladimir
- Weihs-Tihanyi von Mainprugg, Franz Ritter
- Weil, Bruno
- Weil, Robert
- Weiller, Franz
- Weinberg, G. D.
- Weinberg, Hans
- Weinert, Erich
- Weingartner, Felix
- Weinlaender, Karl
- Weinreich, Franz Johannes
- Weirauch, Anna Elisabeth
- Weisenborn, Günter
- Weisengruen, Paul
- Weiskopf, Franz Karl
- Weiskopf, Grete
- Weismantel, Leo
- Weiss, Bernhard
- Weiss, Ernst
- Weiss, Friedrich
- Weissbuch über die Erschiessungen am 30. Juni 1934. Moscova
- Weissin, Franz
- Weithaler, Ludwig, și Hans Eisenstecken
- Weitling, Wilhelm
- Weitsch, Eduard
- Weitsch u. Heiner Lotze, Eduard
- Weitzel, August
- Weka (Pseud.) s. Proeger, Willy. Wel, C.
- Wellinghusen,
- Wells, Herbert George
- Wels, C. Hermann Paul
- Wels, Otto
- Weltsch, Felix
- Welzl, Joachim
- Wenck, Martin
- Wendel, Friedrich
- Wendel, Hermann
- Wendler, Otto Bernhard
- Wengraf, Edmund
- Wenzel, Fritz
- Weressajew, W.
- Werfel, Franz
- Wergeland, Henrik
- Wermuth-Stieber,
- Werneke, Heinrich
- Werner, Arthur
- Werner, Georg
- Werner, Max
- Werner, Paul
- Werner, Selma
- Wernicke, Hans
- Werthauer, Johannes
- Wertheimer, Mildred Salz
- Wertner, Heinz
- West, Ludwig E.
- Westheim, Paul
- Weston, Patrick
- Westphal, Max
- Wexberg, Erwin
- Wey, A. von der
- Weyl, Klara
- Wheeler-Bennett, John W.
- Whitman, Walt
- Wichterich, Richard
- Wiebe-Petersen, Karl Friedrich
- Wieber, Georg
- Wiede, F.
- Wiehr, Alfred
- Wielek, Heinz
- Wiener, Oskar
- Wieser, Georg
- Wilbrandt, Robert
- Wilczynski, Karl
- Wild, H.
- Wild, Max
- Wilder, J. A.
- Wildung, Fritz
- Wildung, Fritz,
- Wilhelmi, Charlotte
- Wilke, Joh. Hermann
- Wilke, Karl
- Wilke, Werner
- Willenbacher, Jörg
- Williams, Albert Rhys
- Williams, Valentin
- Willing, Carl
- Wilson, Edwina H.
- Winder, Ludwig
- Winger, Georg
- Winrod, Gerald B.
- Winsloe, Christa
- Winter, Gustav
- Winter, Maria
- Winter, Max
- Winterstein, Wenzel
- Wirtz, Richard
- Wischnewski, Wsewolod
- Wisnewski, Franz
- Witte, Alfred
- Witte, Erich
- Witte, Hermann
- Witte, Johannes
- Wittels, Fritz
- Wittfogel, Karl August
- Wittlin, Joseph
- Wittner, Otto
- Woelfer, Theodor
- Wogau, W.
- Wohlgemuth, Alexius
- Woker, Gertrud
- Woldt, Richard
- Wolf, Alfred
- Wolf, Arthur
- Wolf, Friedrich
- Wolf, Hermann
- Wolf, Lothar
- Wolf, Victoria
- Wolfe, Henry Cutler
- Wolfenstein, Alfred
- Wolff, Adolf
- Wolff, Theodor
- Wolff, Wilhelm
- Wolffen, Lothar
- Wolffheim, Nelli
- Wolfradt, Willi
- Wollenberg, Erich
- Wollni, Peter
- Wollschlaeger, Alfred
- Wolters, Albert
- Woodman, Dorothy
- Worlitscheck, Anton
- Woroschilow, K. E.
- Woytinski, Wladimir
- Wreschner, M.
- Wright, Henry
- Wszebor, Jan
- Wulffen, Erich
- Wulffen, Erich, u. Felix Abraham,
- Wulle, Reinhold
- Wurm, Mathilde
- Wygodzinski, Willi
- Wyl, Hans von
- Wyzewa, T. de

### Y
- Ybarra, Thomas Russell
- Yester, Stanislav
- Yorck, Th.
- York-Steiner, Heinrich
- Yvetot, Georges

### Z
- Zach, Franz
- Zacke, Otto
- Zadek, Ignaz
- Zaderecki, Thaddäus
- Zalewski, St.
- Zalka, Máté
- Zandt, Johannes
- Zapolska, Gabryela
- Zapp, Arthur
- Zappa, Paolo
- Zarek, Otto
- Zaugg, Richard
- Zech, Paul
- Zechmeister, August
- Zeck, Hans Felix
- Zehder, Hugo
- Zeiz, August Hermann
- Zelck, Max
- Zellweger, Alfred
- Zenker, Ernst Viktor
- Zepler, Wally
- Zerfass, Julius
- Zern an, Kamil
- Zetkin, Clara
- Zeyer, Julius
- Zickler, Arthur
- Ziegesar, Haller von
- Ziegler, August
- Ziegler, Bernhard
- Zielesch, Fritz
- Zietz, Luise
- Zikel, Heinz
- Zille, Heinrich
- Zimmer, Gustav Adolf
- Zimmermann, Albert
- Zimmermann, Paul
- Zimmermann, Werner
- Zinner, Hedda
- Zirker, Otto
- Zischka, Anton
- Zmeškal, Vladimir
- Zoepfl, Friedrich
- Zoff, Otto
- Zollner, Johann Baptist
- Zollschan, Ignaz
- Zube, Kurt
- Zuckmayer, Karl
- Zuericher, Ulrich Wilhelm
- Zukerman, William
- Zulliger, Hans
- Zum Berg, Onno
- Zur Muehlen, Hermynia
- Zurlinden, Hans
- Zwalf, Max
- Zweig, Arnold
- Zweig, Stefan
- Zwetz, Rudolf
- Zwick, Michael
- Zwing, Karl
- Zyperowitsch, Georgij